# Clássicos do Fluminense Football Club
Esta página contém um resumo dos clássicos e confrontos importantes do Fluminense Football Club no futebol.

## Clássicos cariocas

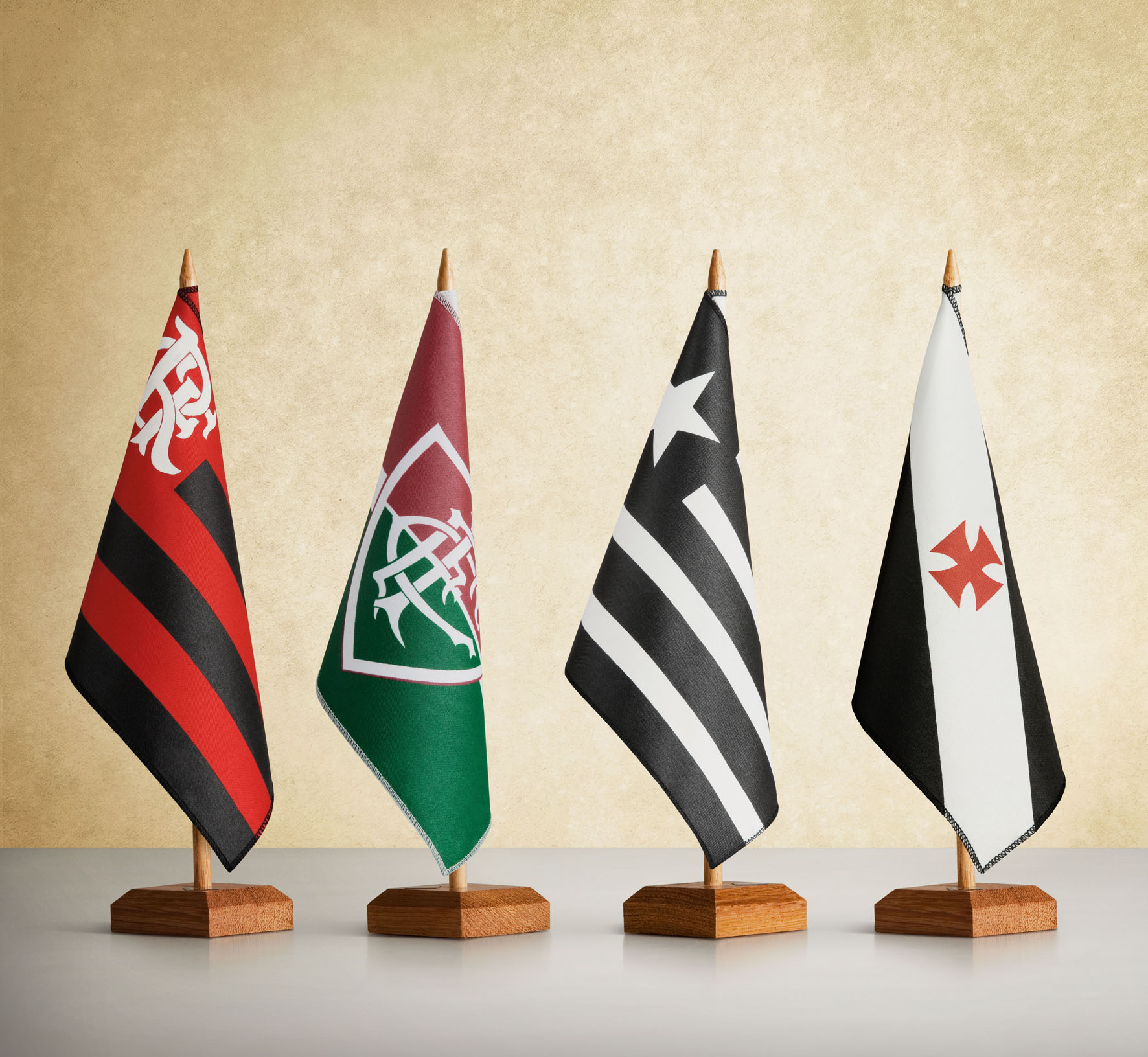
Bandeiras de Flamengo, Fluminense, Botafogo e Vasco da Gama.

Clássicos contra os principais rivais do Fluminense, apontados por pesquisa na ordem abaixo, ordem essa que se mantém também pelos critérios de maior número de jogos e pela presença de público nos confrontos, todos clubes cariocas participantes do grupo dos Doze Grandes e também membros fundadores do Clube dos Treze, além do Fluminense, os seus tradicionais oponentes, Flamengo, Vasco da Gama e Botafogo, todos confrontos envolvendo clubes campeões cariocas, brasileiros e da Copa Libertadores da América.
Segundo dados do arquivo do site Estatísticas do Fluminense, as médias de públicos pagantes dos principais clássicos do Fluminense disputados no antigo Estádio do Maracanã (entre 1950 e 2010) foram de 60.107 contra o Flamengo, de 43.735 contra o Vasco, de 34.359 contra o Botafogo, de 25.127 contra o America e de 22.527 contra o Bangu, médias que acrescidas dos não pagantes, poderiam ser cerca de 20% maiores nesse período, dadas as questões das gratuidades então vigentes no Maracanã.

### Fla-Flu, o Clássico das Multidões

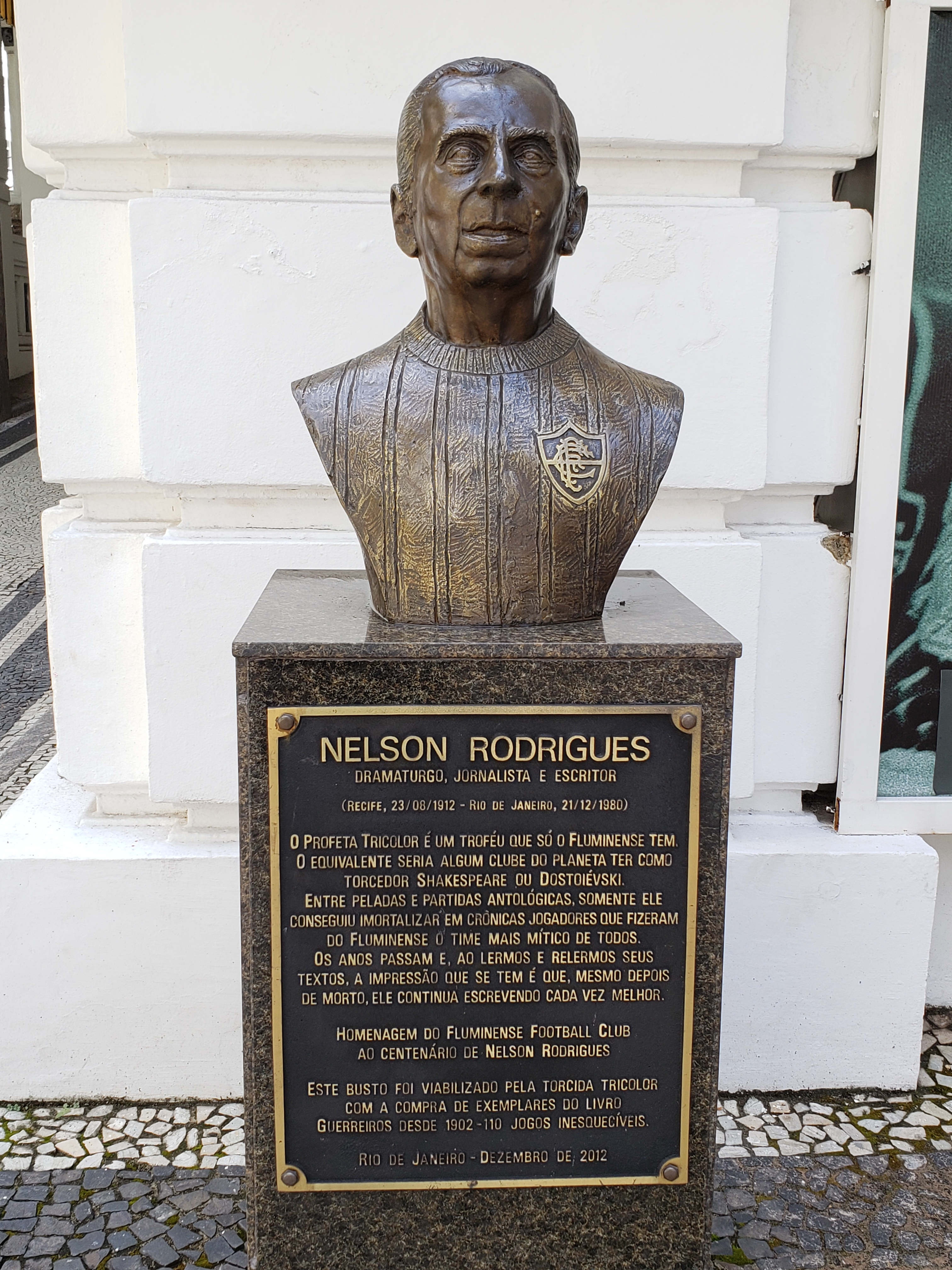
Busto de Nelson Rodrigues no Fluminense

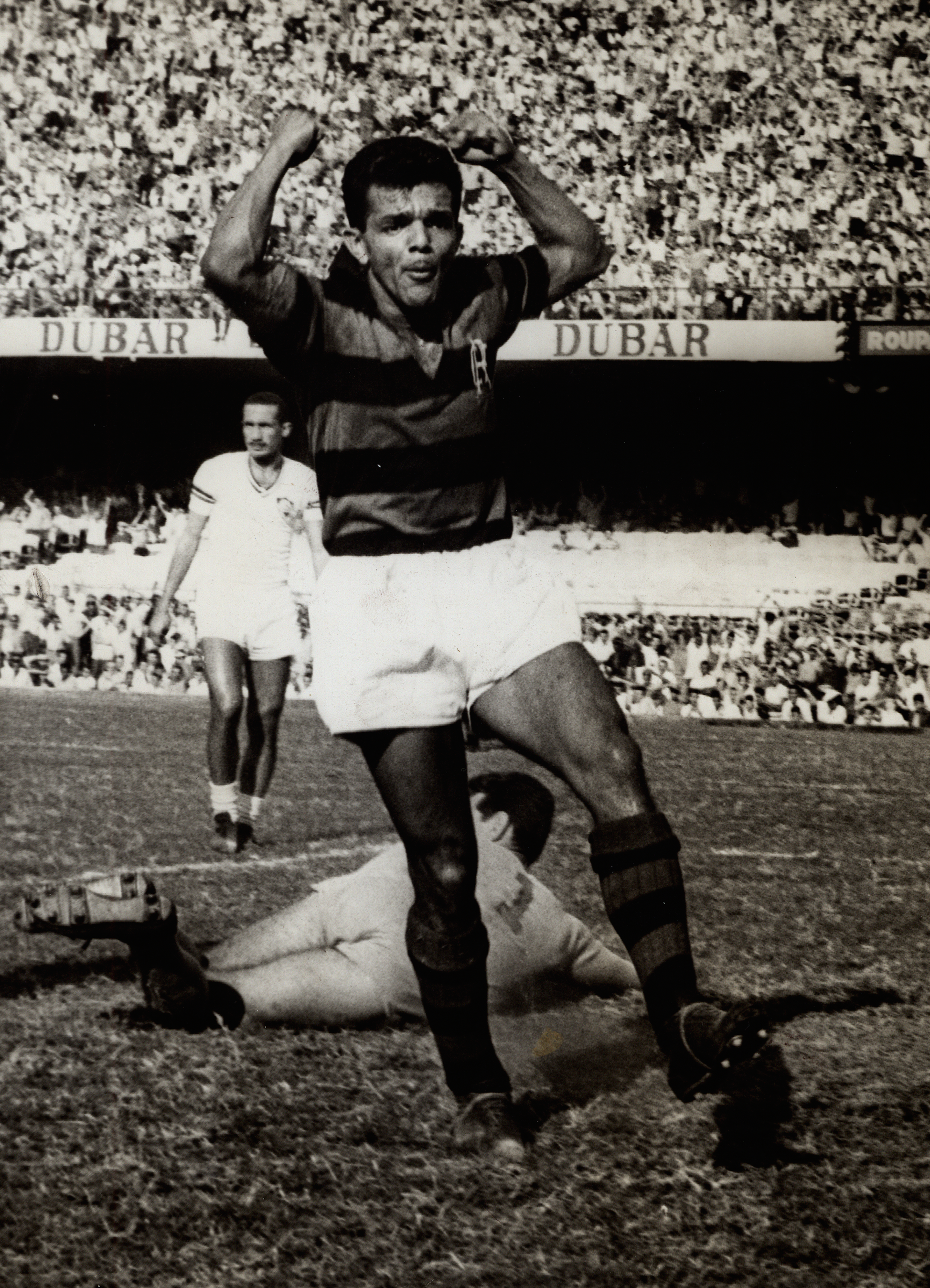
Fla-Flu ou Clássico das Multidões

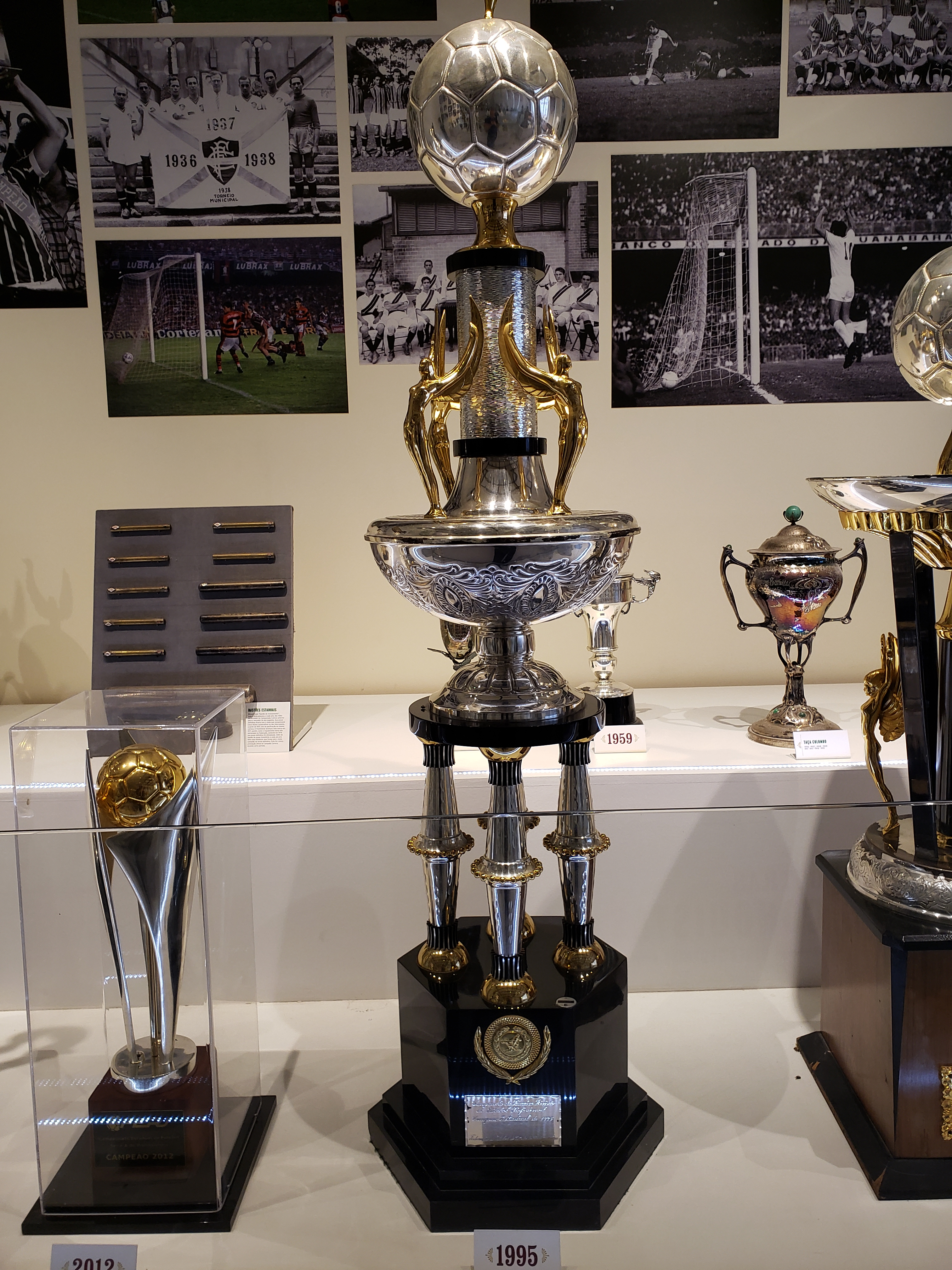
Taça do Campeonato Carioca de 1995

Fla-Flu, o Clássico das Multidões, disputado contra o Flamengo, clássico que detém o recorde mundial de público confirmado entre clubes, quando em 1963, 194.603 espectadores compareceram ao Estádio do Maracanã. É considerado por especialistas em futebol e por grande parte da mídia esportiva como um dos clássicos mais charmosos do mundo. Segundo Nelson Rodrigues, o clássico teria sido gerado no ressentimento. Do lado tricolor, pelo fato de seus jogadores desertores terem ido formar o Departamento de Futebol do Flamengo, e do lado rubro-negro, pelo fato de ainda assim o Fluminense ter vencido a primeira partida, circunstâncias que teriam sido fundamentais para gerar a mística do Fla-Flu. Os dois clubes são os maiores detentores de títulos do Campeonato Carioca de Futebol.   
Este evento é considerado um dos maiores clássicos do futebol, reunindo os dois clubes com mais títulos do Campeonato Carioca, sendo imortalizado pelo jornalista Mário Filho (torcedor do Flamengo) como Fla-Flu em 1933, que deu a ele também o nome de Clássico das Multidões, e por seu irmão o jornalista e escritor Nelson Rodrigues (torcedor do Fluminense), que é autor de diversas frases sobre o clássico como “O Fla-Flu não tem começo. O Fla-Flu não tem fim". "O Fla-Flu começou quarenta minutos antes do nada". "E aí então as multidões despertaram”. Localizados no bairro de Laranjeiras, desde a Década de 1910 quando se deram os primeiros confrontos até o início da Década de 1930, os campos de jogo do Flamengo, na Rua Paysandu, e do Fluminense, na Rua Guanabara (atual Pinheiro Machado), ficavam muito próximos um do outro, o que possivelmente colaborou para o crescimento da rivalidade. Talvez por isso e pelo fato do futebol do Flamengo ter surgido de uma dissidência do Fluminense, o escritor e jornalista Nelson Rodrigues interpretava a relação da dupla Fla-Flu apontando-os como os "Irmãos Karamazov do futebol brasileiro", personagens do famoso romance de Fiódor Dostoiévski que se passava dentro de um contexto de forte rivalidade familiar.
A vitória tricolor por 1 a 0 em 14 de outubro de 1951, na qual foi estimulada uma "Disputa de torcidas", marcou o primeiro Fla-Flu que fez jus ao título de "Clássico das Multidões", pois além dos 109.212 torcedores registrados houve um grande derrame de ingressos falsos, com a imprensa carioca estimando em 40.000 o número de pessoas que teriam estado no Maracanã naquele dia, além dos espectadores registrados.
O Fluminense ficou invicto em Fla-Flus pelo Campeonato Brasileiro durante 11 anos, vindo a perder a primeira partida somente em 26 de março de 1978. Até então foram oito vitórias tricolores e três empates.
Um gol de voleio de Fred, em Fla-Flu disputado no dia 30 de setembro de 2012 foi eleito o gol mais bonito da história dos clubes brasileiros, em votação finalizada em 18 de abril de 2020 que reuniu 63.039 eleitores, obtendo 10.226 votos (16,23%) entre 18 opções de gols eleitos anteriormente como os dos grandes clubes selecionados pelo site Globoesporte.com. No dia 16 de junho de 2020, aniversário de setenta anos do Maracanã, o site Globoesporte.com encerrou uma enquete com mais de cinquenta mil eleitores, na qual a vitória tricolor por 3 a 2 na decisão do Campeonato Carioca de 1995 com gol de barriga de Renato Gaúcho foi apontada como o maior jogo da História do Maracanã, obtendo 59,79% dos votos. Os dez jogos que concorreram, envolvendo clubes e seleções, foram os dez mais votados em eleição que envolveu setenta jornalistas esportivos.

### Clássico dos Gigantes

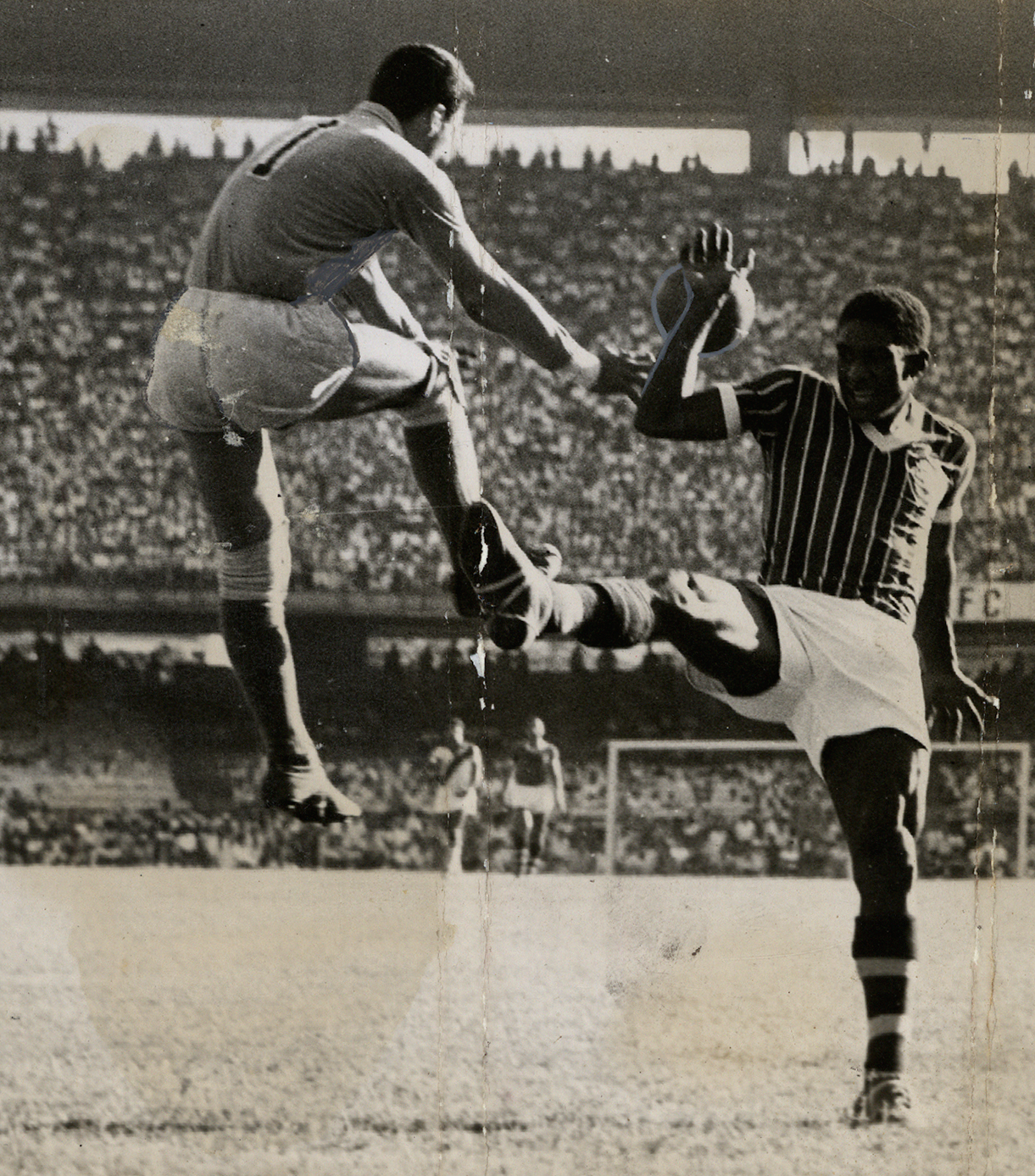
Clássico dos Gigantes nos anos 1950

Jogo pegado em 1972

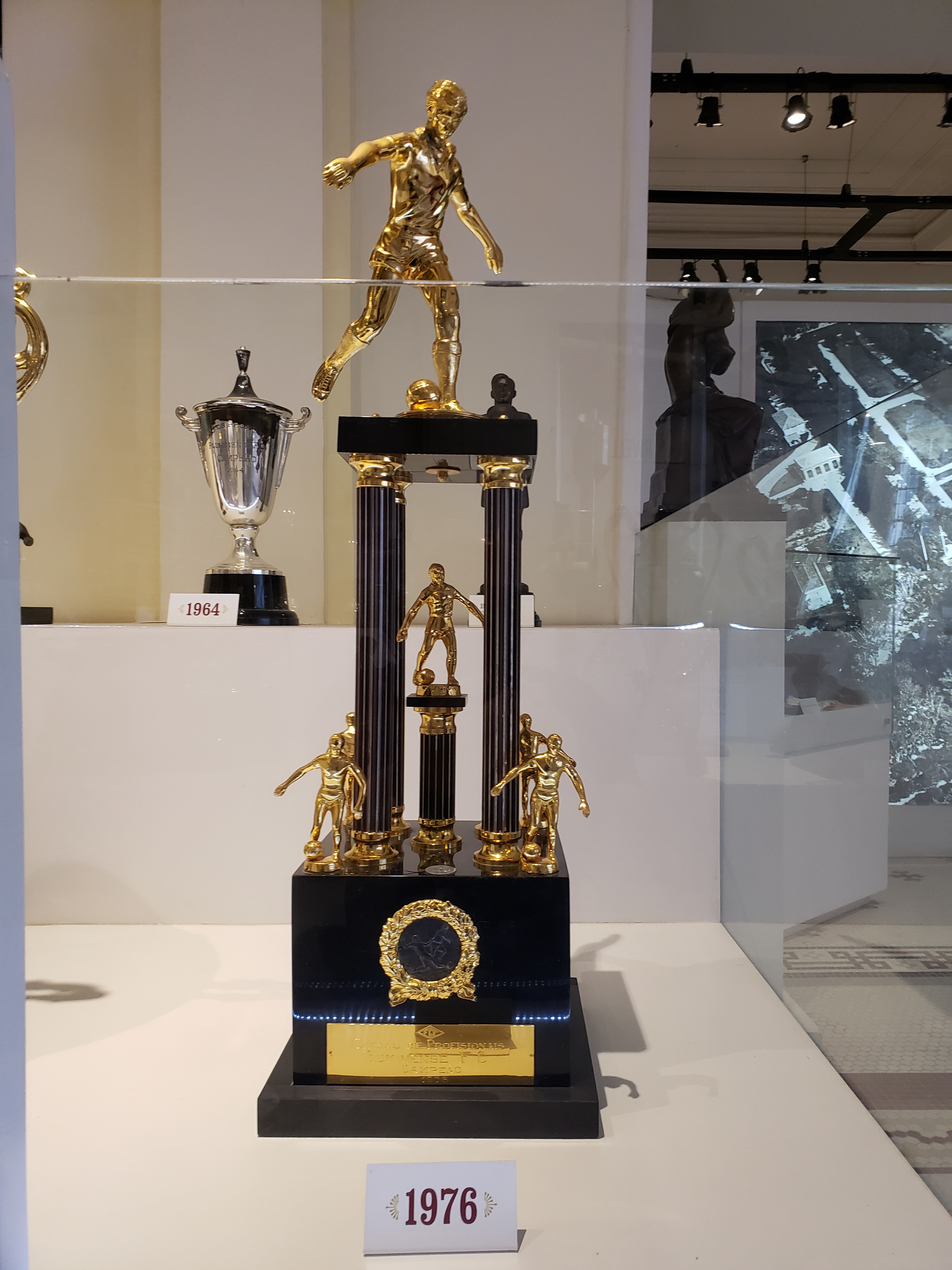
Taça do Campeonato Carioca de 1976

Clássico dos Gigantes, disputado contra o Vasco da Gama, que já decidiu o Campeonato Brasileiro e único clássico carioca a ser disputado pela Copa Libertadores da América. O nome Clássico dos Gigantes foi eleito pelos leitores do jornal Lance! para o clássico de futebol brasileiro disputado entre os clubes cariocas Fluminense e Vasco da Gama, em 17 de maio de 2006, após mais de uma semana de participação dos torcedores dos dois clubes no site deste jornal. Os dois clubes são detentores de oito títulos do Campeonato Brasileiro, sendo quatro para cada um deles. O momento mais importante do Clássico dos Gigantes foi a decisão do Campeonato Brasileiro de 1984, vencida pelo Fluminense, quando foi registrado o maior público pagante entre eles — 128.781, fora os não pagantes habituais, com número desconhecido nos dias atuais.
Fluminense e Vasco, além de terem grandes torcidas frequentemente se confrontam em momentos decisivos e costumam levar grandes públicos em seus jogos, já tendo ocorrido públicos maiores de 100.000 pessoas por pelo menos onze vezes, os três maiores só se conhecendo o número de pagantes nos dias atuais, ou maiores do que 50.000 por pelo menos oitenta e oito até 2019.[carece de fontes?] Ainda em 1952, uma multidão ficou de fora na vitória do Fluminense por 1 a 0, em 21 de setembro, pois a administração do Maracanã não mandou confeccionar ingressos suficientes. Apesar disso, foram registrados 123.059 presentes (109.325 pagantes) naquele dia.
Primeiro o Estádio de Laranjeiras do Fluminense e depois o Estádio de São Januário do Vasco, foram os dois grandes palcos do futebol carioca antes da inauguração do Estádio do Maracanã. No dia 7 de maio de 1933, foi disputado o primeiro grande clássico do regime profissional no Rio de Janeiro, com vitória tricolor por 3 a 1 em Laranjeiras, no qual "uma grande multidão acudiu ao stadium da Rua Álvaro Chaves", com o Jornal dos Sports afirmando que 30.000 torcedores estiveram em Laranjeiras.
Não considerada a inacabada edição de 1940, interrompido quando a dupla Fla-Flu o liderava, em 1957, o Fluminense tornou-se o primeiro clube carioca a vencer o Torneio Rio-São Paulo, invicto, com o Vasco vindo a ser campeão no ano seguinte, com uma derrota. Na edição de 1957 o Flu foi campeão e o Vasco vice, em competição por pontos corridos.
Tendo decidido entre si títulos de competições em dezenove ocasiões, em mais três Fluminense e Vasco compuseram a fase decisiva do Campeonato Carioca disputando jogos importantes para a definição dos títulos de campeão estadual. Entre essas decisões, tricolores e cruzmaltinos decidiram o Torneio Internacional de Verão do Rio de Janeiro de 1973 (que contou também com a participação de Argentinos Juniors e Doce Mel, ambas as equipes da Argentina), tendo o Fluminense vencido a final por 1 a 0 em São Januário e o Campeonato Carioca de 1976, com gol aos 119' de jogo.
Nos jogos válidos pela Copa Libertadores da América de 1985 estes clubes empataram duas vezes, sendo uma por 0 a 0 e outra por 3 a 3. Com relação a esta segunda partida, o Fluminense posteriormente foi declarado vencedor pela Conmebol, pois o Vasco escalou irregularmente o jogador Gersinho. O Vasco seria campeão da Libertadores em 1998, enquanto o Flu alcançaria o vice-campeonato em 2008.

### Clássico Vovô

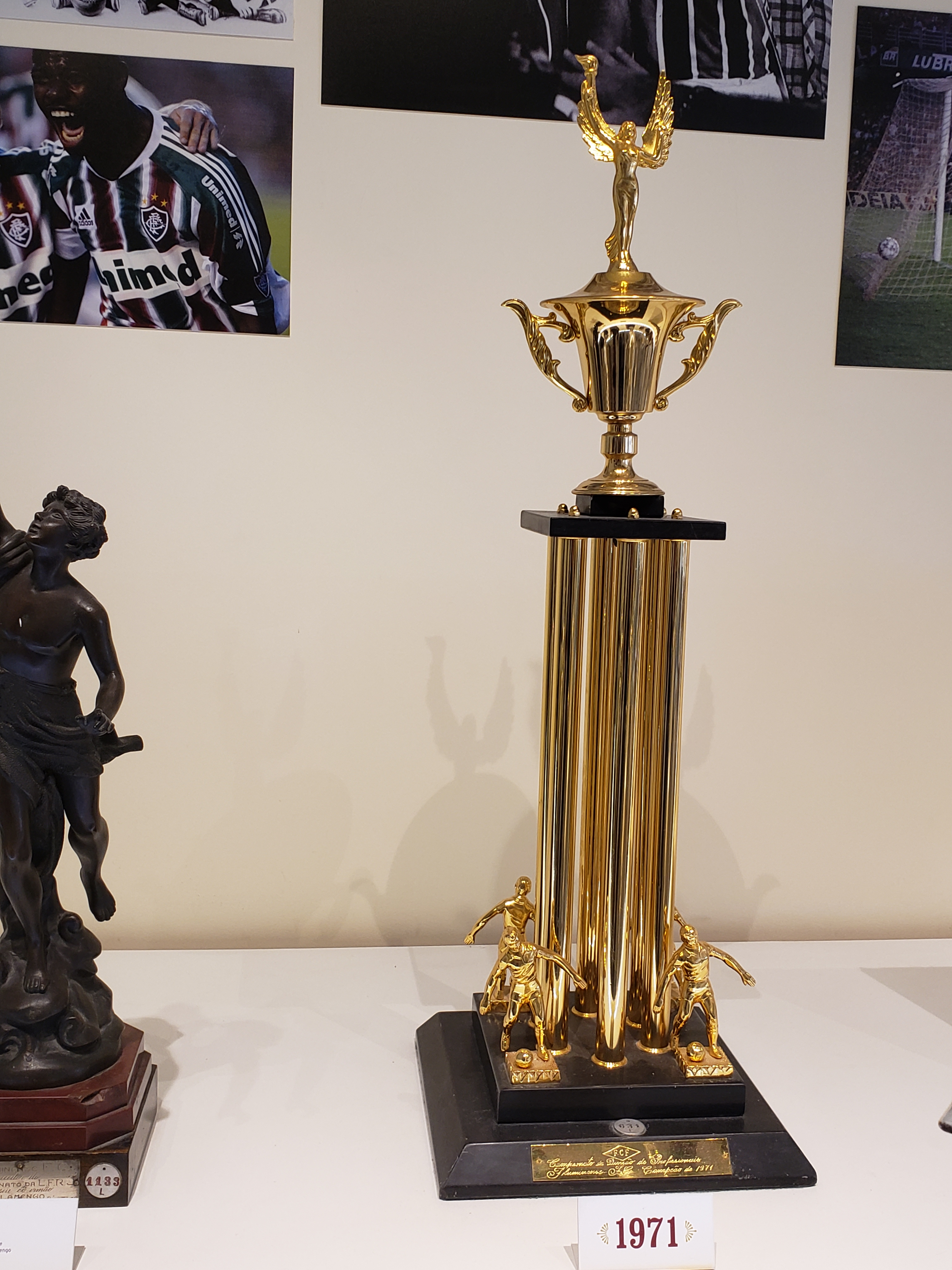
Taça do Campeonato Carioca de 1971

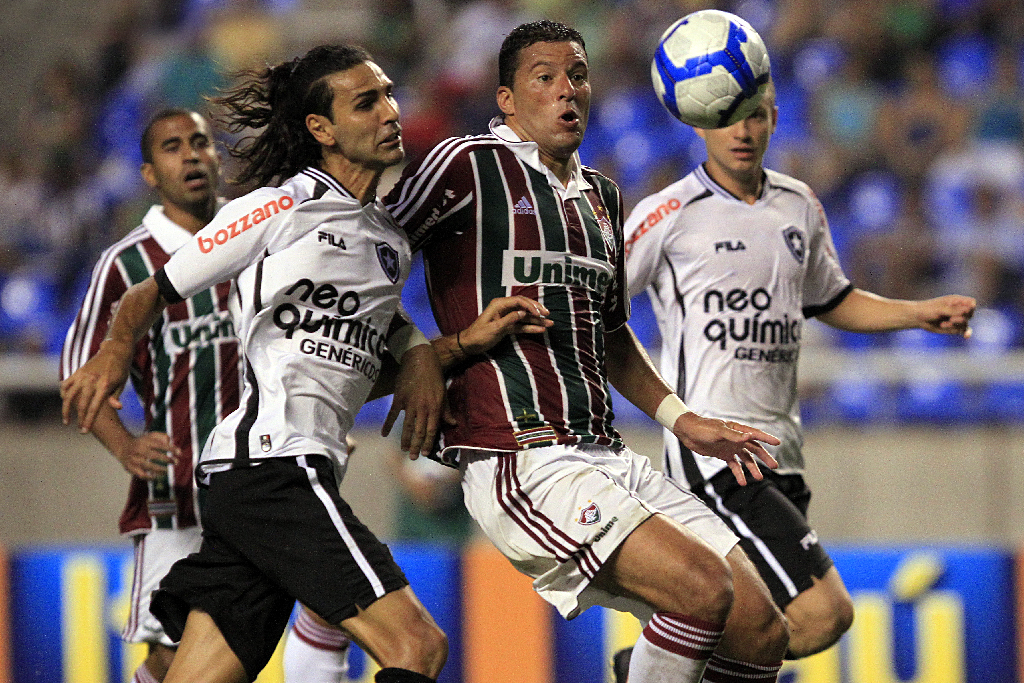
O Clássico Vovô continua pegado no Século XXI

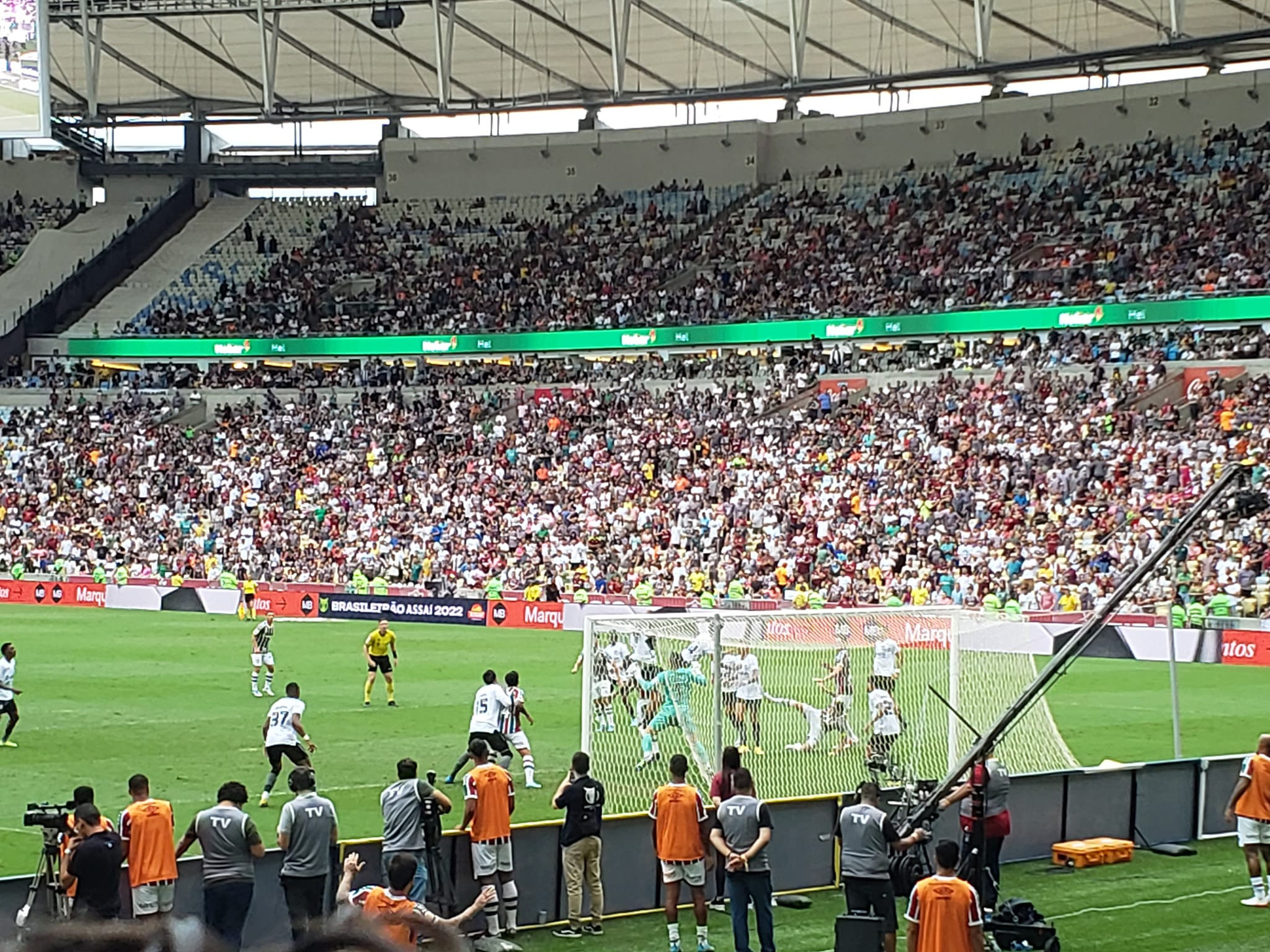
Clássico Vovô em 2022

Clássico Vovô, disputado contra o Botafogo, o grande clássico de futebol mais antigo do Brasil e o terceiro mais antigo do continente americano. A decisão do Campeonato Carioca de 1971, maior público desse confronto, levou mais de 160.000 torcedores ao Estádio do Maracanã. O pioneirismo de Botafogo e Fluminense se estende também ao fato de terem sido os dois primeiros clubes cariocas a conquistarem campeonatos nacionais, em 1968 e 1970, respetivamente, o que também se registra nas categorias de base. Na primeira edição da Copa São Paulo de Futebol Júnior com a participação de clubes de outros estados o Clássico Vovô fez a final, com o Fluminense sagrando-se campeão na disputa de pênaltis, assim como os dois clubes foram os primeiros campeões do Campeonato Brasileiro Sub-20 sob organização da CBF.
O nome de Clássico Vovô se dá por serem os dois clubes praticantes de futebol mais antigos entre os grandes clubes do Rio de Janeiro, sendo este também o grande clássico mais antigo do Brasil e o terceiro mais antigo do continente americano, pois o seu primeiro jogo foi em 22 de outubro de 1905, amistoso que o Fluminense venceu por 6 a 0. O primeiro jogo oficial foi em 13 de maio de 1906, válido pelo Campeonato Carioca e o Fluminense o ganhou por 8 a 0, na primeira vez que o Botafogo usou a sua tradicional camisa alvinegra. Leonardo Affonso de Miranda Pereira, em seu livro "Footballmania", relata o desenvolvimento das duas primeiras equipes de futebol a se tornarem populares no Rio de Janeiro a partir das notícias da época. Fundado por homens feitos e entusiastas do esporte, o pioneiro Fluminense serviu de inspiração para o surgimento de outros clubes de futebol, entre eles o Botafogo, fundado por jovens rapazes de 14 anos, ainda estudantes de escola.
Segundo o jornalista Mário Filho, o Botafogo nasceu em oposição ao Fluminense, que era considerado um clube quase inglês, defensor do modelo do "association" em detrimento ao individualismo brasileiro, e desde o início do Século XX o Clássico Vovô sempre foi palco de muitas disputas, dentro e fora de campo. O Fluminense ficaria marcado desde então como um clube de origem europeia, culto e dotado de uma distinção social, e o Botafogo como o de um clube formado pelo mito de uma elite intelectual, sem poder político e financeiro, mas que influenciaria o comportamento da sociedade.
A goleada do Fluminense por 4 a 0 contra o Botafogo em 13 de março de 2005 marcou a décima segunda goleada do Fluminense por mais de 4 gols de diferença no Clássico Vovô, contra sete do adversário, com os tricolores marcando mais de 5 gols em oito ocasiões e o Botafogo em três. Em 7 de setembro de 2006, aconteceu o primeiro jogo do Clássico Vovô por uma competição internacional oficial, a Copa Sul-Americana de 2006 e o resultado final foi 1 a 1. Com resultado igual no jogo da volta, a disputa foi para os pênaltis, com o Flu a vencendo por 4 a 2.
O Clássico Vovô decidiu diretamente, o Campeonato Carioca por cinco vezes, com o Flu sagrando-se campeão em 1946, 1971, 1975 e 2012, e o Bota em 1957, oportunidades nas quais os dois poderiam sair campeões. Além destes, Fluminense e Botafogo disputaram o Campeonato Carioca acirradamente em 1908, 1909, 1910, 1918, 1951, 1959, 1962, 1964 e 1976, além do Torneio Rio-São Paulo de 1960 e do Campeonato Brasileiro de 1995, esse último, quando o Fluminense parou nas semifinais tendo resultado de vitória e também de gols igual ao Santos nessa disputa direta (6 a 6), em edição na qual a regra do gol marcado fora de casa não valia e sim a melhor campanha durante a competição.

## Clássicos no passado
Confrontos muito tradicionais, apontados como clássicos em outros momentos da História, notadamente no caso do America, que durante décadas foi considerado como um dos grandes clubes cariocas, caindo de rendimento esportivo a partir do final da década de 1980, e no caso do Bangu, em seus melhores momentos nos gramados:

### Fluminense versus America

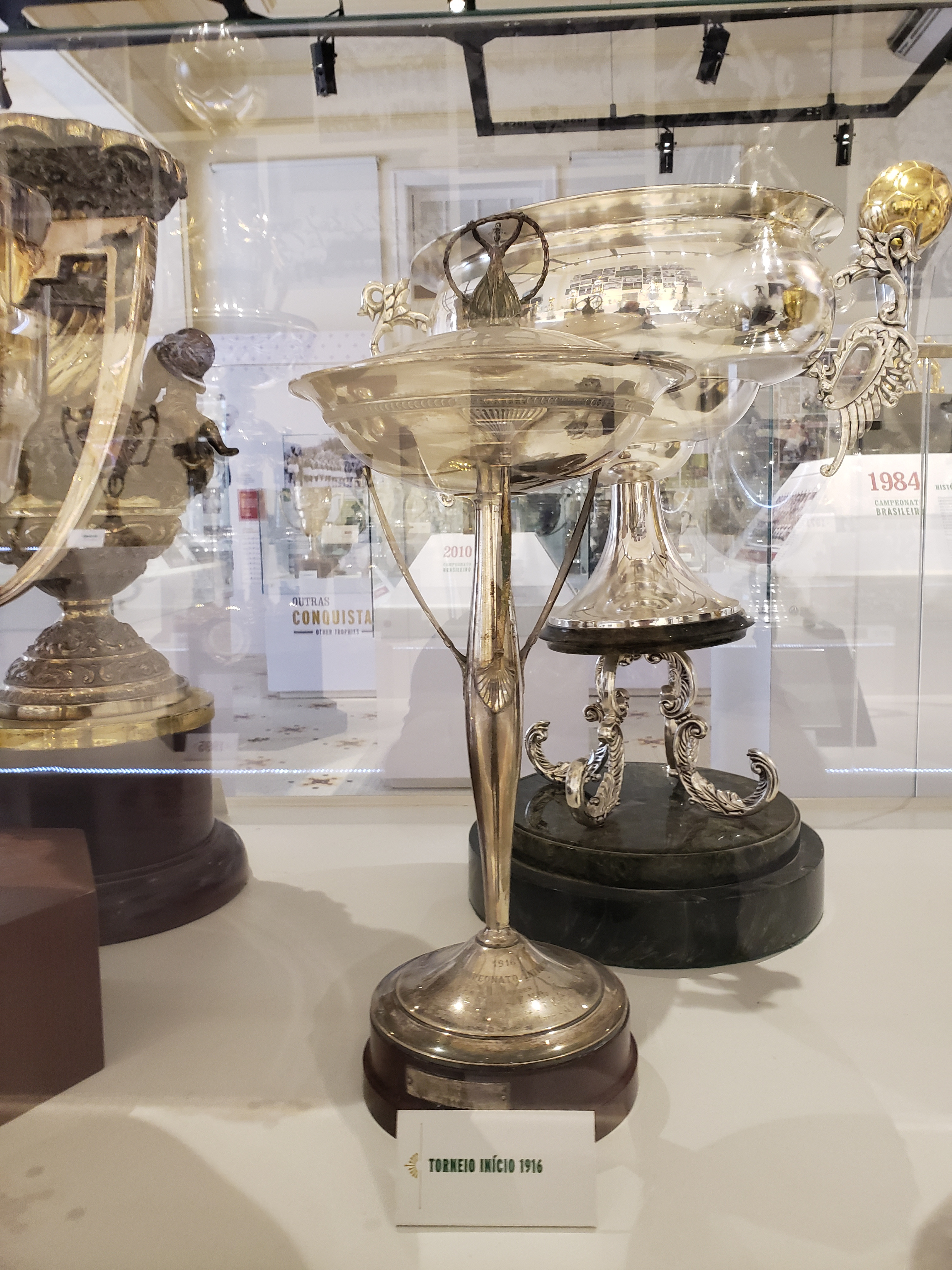
Taça do Torneio Início de 1916

Fluminense versus America, disputado contra o America, o representante da Grande Tijuca, Zona Norte do Rio de Janeiro.
O America, clube que historicamente representa a região da cidade do Rio de Janeiro conhecida como Grande Tijuca, na Zona Norte, e o Fluminense, clube do bairro de Laranjeiras, na Zona Sul, fazem um confronto que completou 100 anos de História em 2008. No total, America e Fluminense disputaram nove finais até os dias atuais, com seis vitórias tricolores e três americanas, com quatro públicos, três com o número de presentes desconhecidos nos dias atuais, tendo levado mais de 100.000 expectadores ao Maracanã. A primeira decisão envolvendo estes dois clubes foi válida pelo Torneio Início de 1916, quando o Fluminense sagrou-se campeão ao vencer o America por 1 a 0, na primeira edição da história desta competição, com renda em benefício da instituição denominada Patronato de Menores e cerca de 5.000 espectadores presentes ao Campo da Rua Guanabara, do Fluminense.
Em 1914, o America sofreu uma grande dissidência, quando cerca de 70 jogadores e sócios descontentes com a diretoria, resolveram em reunião ingressar em outro clube. Após debaterem, escolheram o Fluminense como o clube a ser adotado, entre estes, Marcos Carneiro de Mendonça, campeão carioca pelo America no ano anterior e que viria a ser o primeiro goleiro da Seleção Brasileira, tendo sido titular do Flu entre 1914 e 1922 e, mais tarde, presidente do Tricolor.

### Fluminense versus Bangu

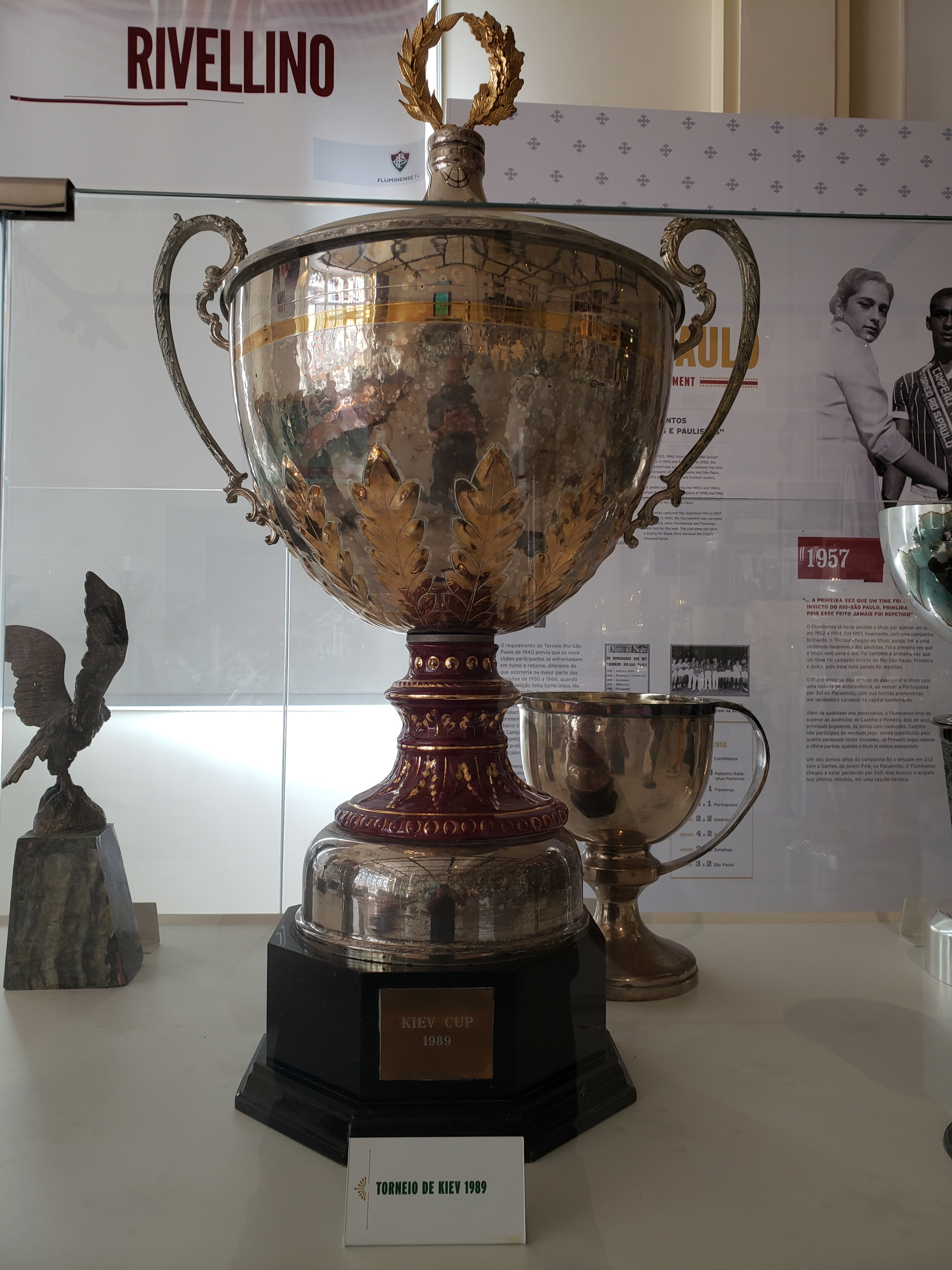
Taça do Torneio de Kiev de 1989

Fluminense versus Bangu, disputado contra o Bangu, clube mais representativo da Zona Oeste do Rio de Janeiro, estando o Fluminense localizado na Zona Sul.
A principal característica deste confronto está na origem diferente dos clubes, pois enquanto o Fluminense foi fundado e representava integrantes da elite, o Bangu, apesar de fundado por britânicos, era ligado a Fábrica Bangu e logo passou a ser representado e a representar o seu operariado, daí receber denominações como "grêmio operário" ou "clube proletário" em sua trajetória. No ano da fundação do Bangu, em 1904, o clube suburbano cobrava 2$000 de jóia e 1$000 de mensalidade aos seus associados, contra 50$000 de jóia e 5$000 de mensalidade cobradas pelo Fluminense, com o Alvirubro abrindo assim desde o início a possibilidade de participação de trabalhadores menos especializados em seus quadros.
A primeira partida oficial entre tricolores e alvirubros aconteceu em 10 de junho de 1906 e terminou com a vitória do Flu por 4 a 0 no Campo da Rua Ferrer, em partida pelo primeiro Campeonato Carioca, com dois gols de Horácio da Costa Santos, um de Edwin Cox e um de Félix Frias. Fluminense e Bangu já decidiram quatro edições do Campeonato Carioca, com três vitórias tricolores e uma baguense, além do Torneio de Kiev de 1989. As quatro partidas desse confronto válidas pelo Campeonato Carioca de 1951 levaram 276.376 torcedores ao Maracanã, embora na partida com maior número de pagantes, a decisão do Campeonato Carioca de 1988, com 88.162 ingressos vendidos, não se conheça na atualidade o número de torcedores que teriam estado presentes.

## Clássicos interestaduais

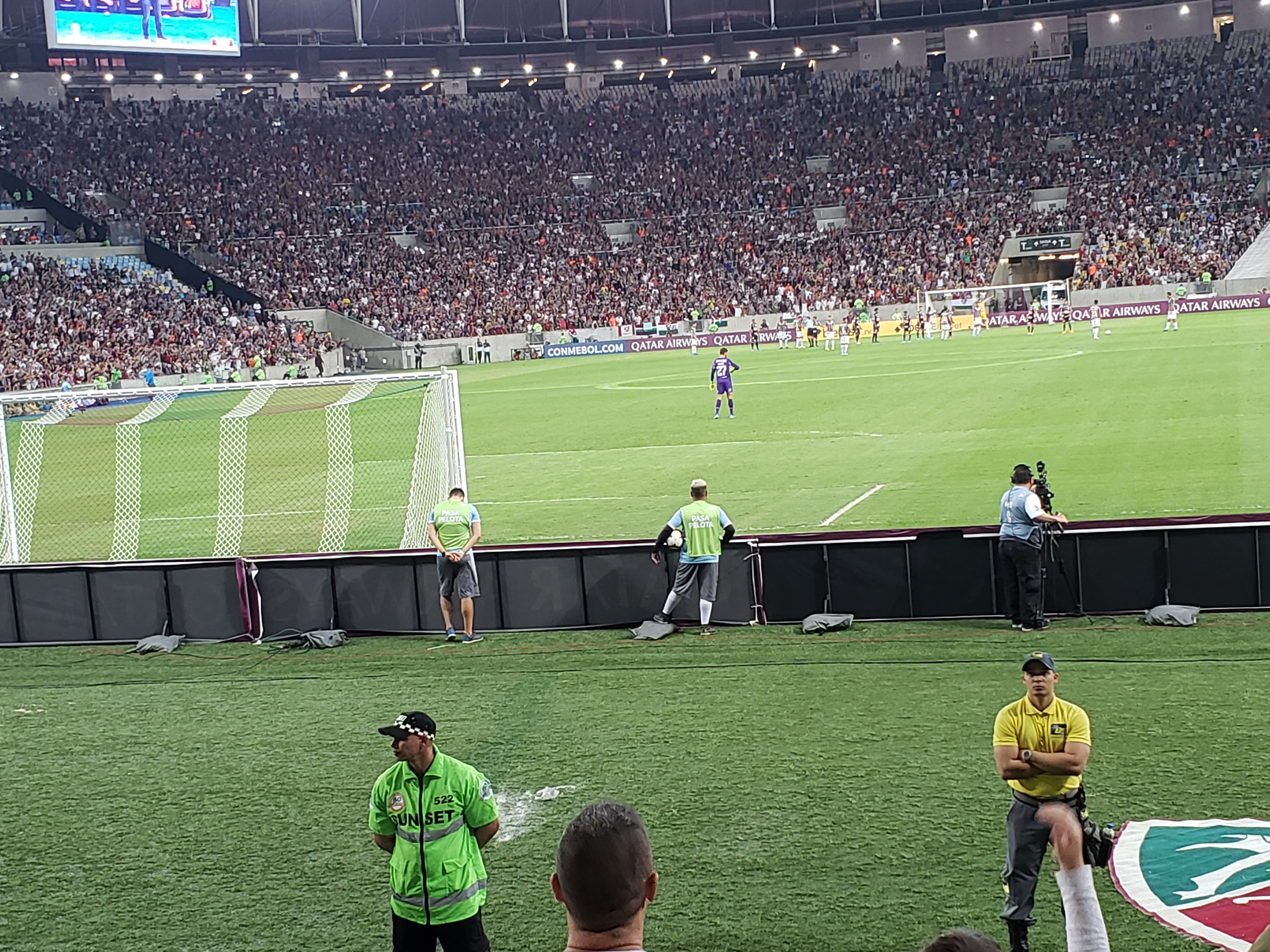
O clássico contra o Corinthians em 2019

Confrontos contra outros clubes integrantes do grupo dos Doze grandes do futebol brasileiro, todos com pelo menos dois títulos de campeão do Campeonato Brasileiro.
Além dos quatro grandes clubes do futebol carioca, são integrantes desse seleto grupo quatro clubes paulistas (Corinthians, Palmeiras, Santos e São Paulo), dois gaúchos (Grêmio e Internacional) e dois mineiros (Atlético e Cruzeiro). Apenas cinco clubes não integrantes do grupo dos Doze Grandes, dois paranaenses (Athletico Paranaense e Coritiba), um baiano (Bahia), um pernambucano (Sport) e um quinto clube paulista (Guarani), conquistaram a divisão principal do Campeonato Brasileiro de Futebol, clubes também listados nesse artigo, ostentando duas conquistas do Bahia e os outros uma conquista cada um.  
Os Doze Grandes, assim como também Bahia e Sport, são apontados historicamente como as quatorze maiores torcidas de futebol do Brasil, inclusive pela pesquisa realizada com a menor taxa de erro, apenas 0,68%.

### Clássico Silvio Santos, o clássico interestadual entre Fluminense e Corinthians.

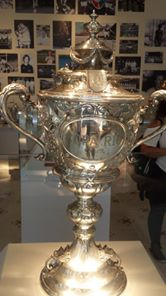
Taça da Copa Rio de 1952

Considerando-se os confrontos interestaduais, o clássico contra o Corinthians é o mais representativo entre os diversos confrontos contra grandes clubes brasileiros disputados pelo Fluminense, dado o fato de estes clubes frequentemente se cruzarem em momentos decisivos de suas histórias, seja pela final da Copa Rio, na disputa direta pelo Torneio Rio-São Paulo, desde 1940, ou por fases eliminatórias do Campeonato Brasileiro ou da Copa do Brasil; na grande disputa do Campeonato Brasileiro de 2010, quando os dois clubes disputaram o título desde o início deste campeonato, com o Corinthians tendo perdido o vice-campeonato para o Cruzeiro na última rodada, assim como ocorreu o inverso em 2011, quando o Corinthians foi o campeão e o Fluminense, campeão simbólico do segundo turno deste Brasileiro, o terceiro.
A primeira partida, disputada no Estádio de Laranjeiras em 16 de abril de 1933 terminou em 4 a 4, o que parecia pronunciar a intensidade dos confrontos. Onze confrontos na história proporcionaram mais de 55.000 torcedores nos estádios do Maracanã ou do Morumbi, com uma média de público de 30.266 pagantes em 32 jogos disputados no antigo Estádio do Maracanã (entre 1950 e 2010).
Até mesmo nas categorias de base, os dois clubes costumam se confrontar em momentos decisivos: sendo os dois maiores ganhadores da Copa São Paulo de Juniores, se enfrentaram em duas finais da competição de base mais tradicional do Brasil (em 1973 e 2012), com uma vitória para cada lado. Na decisão do Torneio de Desenvolvimento da Conmebol Sub 13 de 2019, competição sob organização e reponsabilidade da CBF disputada em Criciúma (SC), o Fluminense venceu o Corinthianspor 3 a 0, sagrando-se campeão e habilitando-se para representar o Brasil na competição sul-americana.
Em 17 de agosto de 2024, no dia do duelo de número 123 entre os clubes, a Confederação Brasileira de Futebol deu o nome de Clássico Silvio Santos ao confronto, em homenagem ao apresentador brasileiro de mesmo nome, que era torcedor do time tricolor e um grande apoiador do clube aurinegro e morreu no mesmo dia.

### Fluminense versus São Paulo, o recordista em clássicos interestaduais.

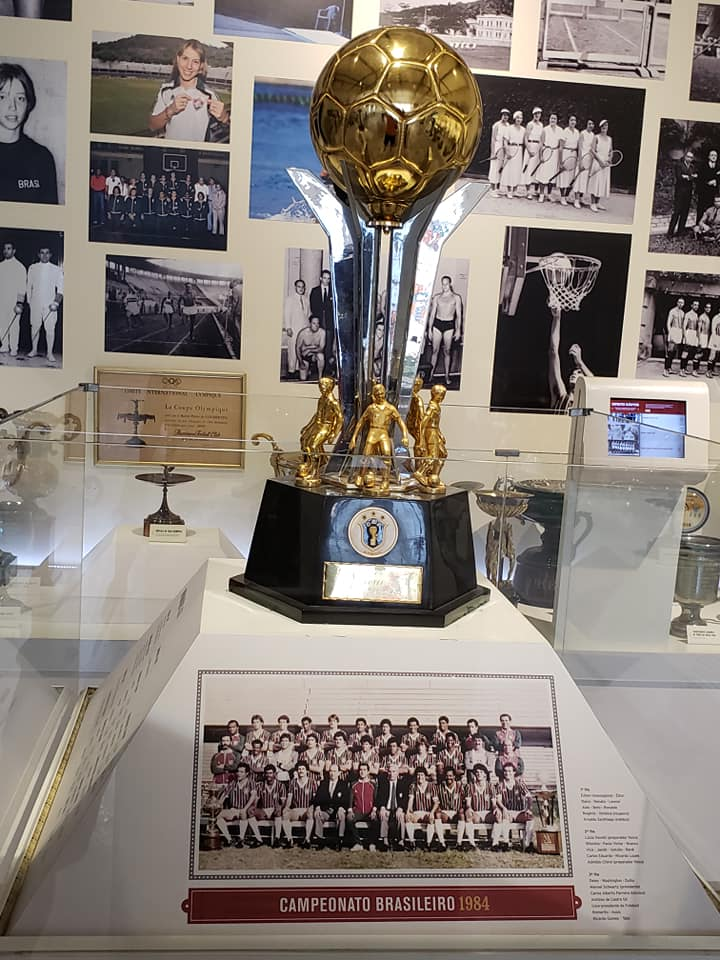
Taça do Campeonato Brasileiro de 1984

O clássico entre Fluminense e São Paulo é, entre os confrontos interestaduais do Fluminense, aquele que mais se realizou, chegando ao número de 129 partidas ao fim do Campeonato Brasileiro de 2022, bem a frente dos demais confrontos interestaduais do Fluminense em número de jogos, os principais contra o Corinthians, com 119, Palmeiras, com 117, e em quarto, outro grande clube paulista, o Santos, com 105 partidas, sendo portanto, os quatro maiores clubes paulistas, os adversários de outros estados contra os quais o Flu mais jogou até o fim da temporada de 2022.
A vitória do Fluminense por 7 a 3 em 21 de dezembro de 1941, no Estádio do Pacaembu, é até os dias atuais o confronto interestadual com mais gols do Fluminense e do São Paulo - no caso do clube paulista, empatado com outros dois. Até o presente, foram 8 partidas com públicos acima de 50.000 espectadores nos jogos realizados entre estes dois clubes nos estádios do Maracanã ou do Morumbi. Entre os inúmeros confrontos marcantes entre Fluminense e São Paulo, o mais importante foi válido pela disputa da Copa Libertadores da América de 2008, recorde de público deste clássico com 72.910 torcedores presentes ao Maracanã, no qual o centroavante Washington fez o gol da classificação do Flu na vitória por 3 a 1, já no fim desta eletrizante partida.
Nas suas quatro conquistas de campeonatos nacionais, o Fluminense enfrentou o São Paulo. Já o São Paulo, em suas seis campanhas que culminaram com o título, só não enfrentou o Flu em 1977, por conta de terem caído em grupos diferentes nas duas primeiras fases. Caso tivesse terminado em terceiro lugar no grupo J da segunda fase, o Fluminense teria enfrentado o São Paulo na terceira, mas a quarta colocação acabou por eliminá-lo. Junto com Bahia e Goiás, os dois clubes formaram o Grupo I da segunda fase do Campeonato Brasileiro de 1984, que classificou Fluminense e Goiás para a fase seguinte. Houve vitória do Flu por 2 a 0 no Morumbi e empate por 0 a 0 no Maracanã, perante 33 367 pagantes, em competição que ao seu final daria o segundo título nacional para o Fluminense.

### Fluminense versus Palmeiras, o encontro das colônias italianas.

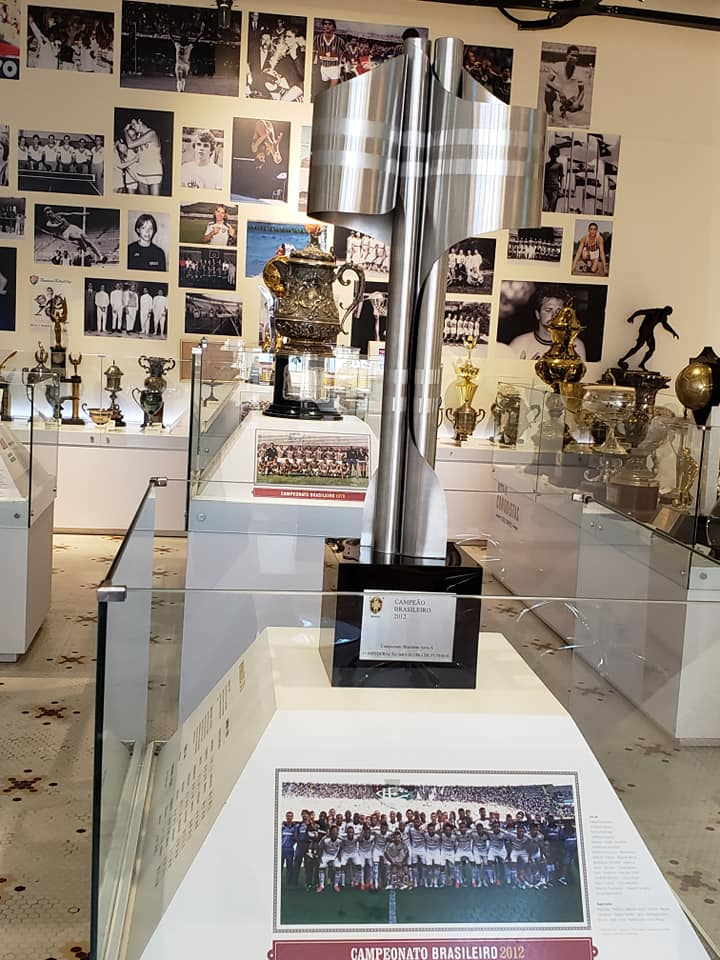
Taça do Campeonato Brasileiro de 2012

No clássico entre Fluminense e Palmeiras, duas partidas deram títulos importantes para o Tricolor, nas conquistas do Torneio Rio-São Paulo de 1960 e do Campeonato Brasileiro de 2012, assim como foi em um confronto contra o Fluminense que o Palmeiras venceu o seu primeiro Torneio Rio-São Paulo, ainda no ano de 1933. A dramática disputa nas semifinais da Taça Brasil de 1960, também foi um momento muito importante na história deste clássico. Em 1970, o Fluminense venceu a partida válida pelo quadrangular final do Campeonato Brasileiro, disputado também contra os clubes mineiros Atlético e Cruzeiro. O gol de Mickey selou a vitória tricolor no Maracanã por 1 a 0, e deixou o Fluminense em vantagem na disputa pela Taça de Prata, com o Tricolor já tendo vencido o Palmeiras por 3 a 0 na Primeira Fase, em partida disputada no Estádio do Morumbi. 66.884 torcedores viram a vitória tricolor por 1 a 0 no Campeonato Brasileiro de 2009, realizada no Maracanã.
Os dois clubes campeões da Copa Rio, Fluminense e Palmeiras, jogaram entre si pela Copa Libertadores da América de 1971, com vitória tricolor por 2 a 0 no Pacaembu e vitória palmeirense por 3 a 1 no Maracanã, sendo estes dois clubes os representantes da colônia italiana em seus estados.
Nas semifinais da Copa do Brasil de 2015, pênaltis polêmicos nas duas partidas decidiram a classificação em favor do Palmeiras para as finais desta competição da qual terminaria campeão.

### Fluminense versus Santos, tradição desde 1918.

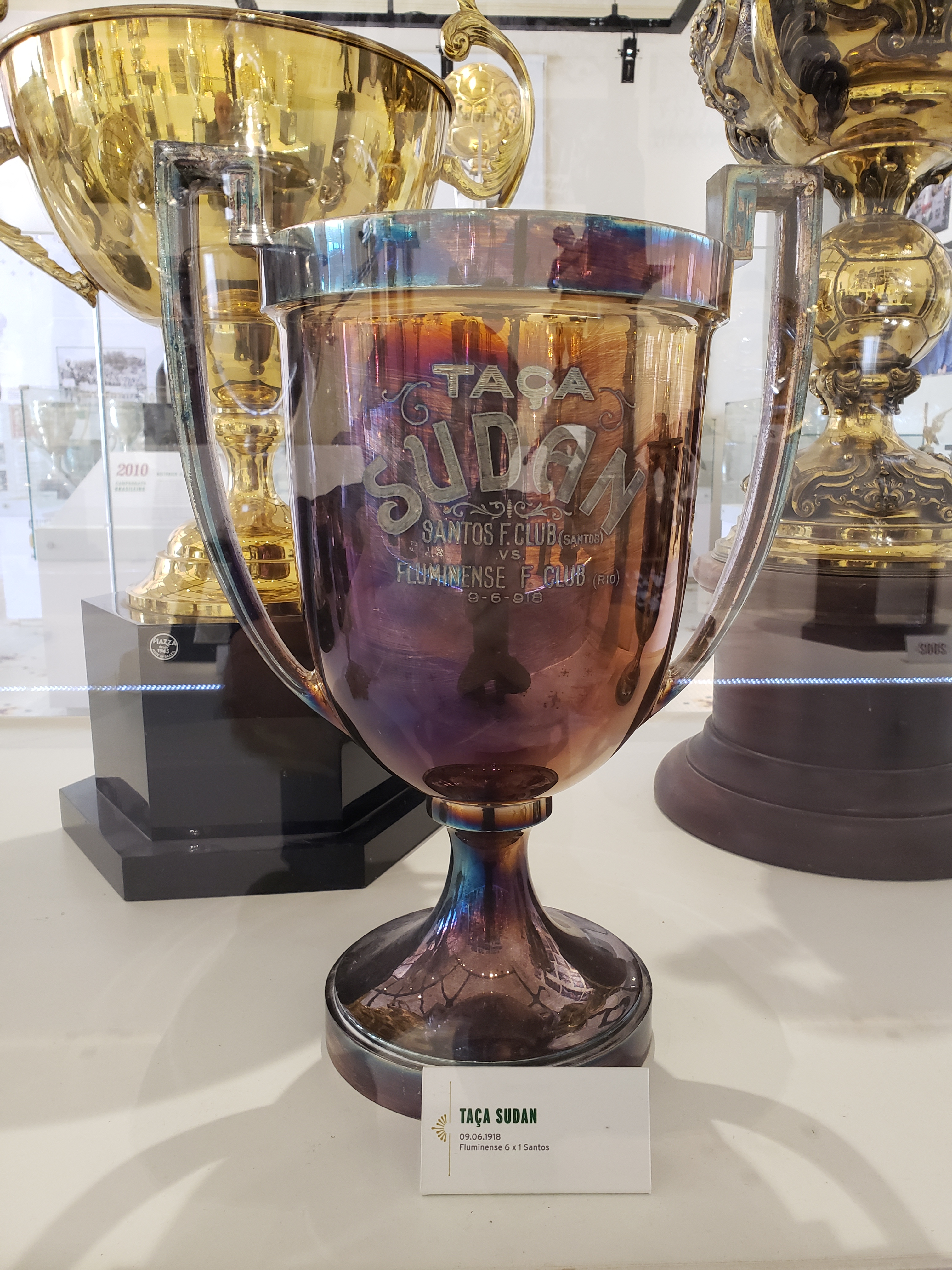
Taça Sudan de 1918

O clássico contra o Santos foi o primeiro dos atuais confrontos interestaduais do Fluminense contra outros grandes clubes a ser realizado, tendo o Tricolor vencido a primeira partida realizada no campo do adversário por 6 a 1, em 9 de junho de 1918, valendo disputa pela Taça Carioca e pela Taça Sudan.
Em 5 de março de 1961, na vitória do Santos sobre o Flu no Maracanã por 3 a 1 perante 39.990 pagantes, fora os privilegiados que não pagaram pelo ingresso, Pelé fez um gol que ficou imortalizado como o Gol de Placa (daí surgindo esta expressão, utilizada comumente quando alguém faz um gol muito bonito), iniciativa do então repórter Joelmir Betting, do jornal “O Esporte” (SP), que decidiu que o gol marcado por Pelé naquela tarde precisaria ser eternizado, convencendo a direção do jornal a produzir uma placa de bronze, placa esta que seria descerrada uma semana depois.
No Torneio Roberto Gomes Pedrosa de 1969, 87.872 torcedores pagaram ingressos no Maracanã para ver um empate por 0 a 0, que não refletiu o grande futebol apresentado pelas duas equipes nesta partida. As semifinais do Campeonato Brasileiro de 1995 (Flu 4 a 1 e derrota por 5 a 2) significaram a classificação santista para a final, pois o regulamento não previa então o critério de que gol fora de casa valeria o dobro, para efeito de desempate. Nos confrontos pela Copa Sul-Americana de 2005, uma vitória de 2 a 1 para cada lado e a classificação tricolor na disputa de pênaltis, em plena Vila Belmiro.

### Fluminense versus Atlético Mineiro, multidões em campo.

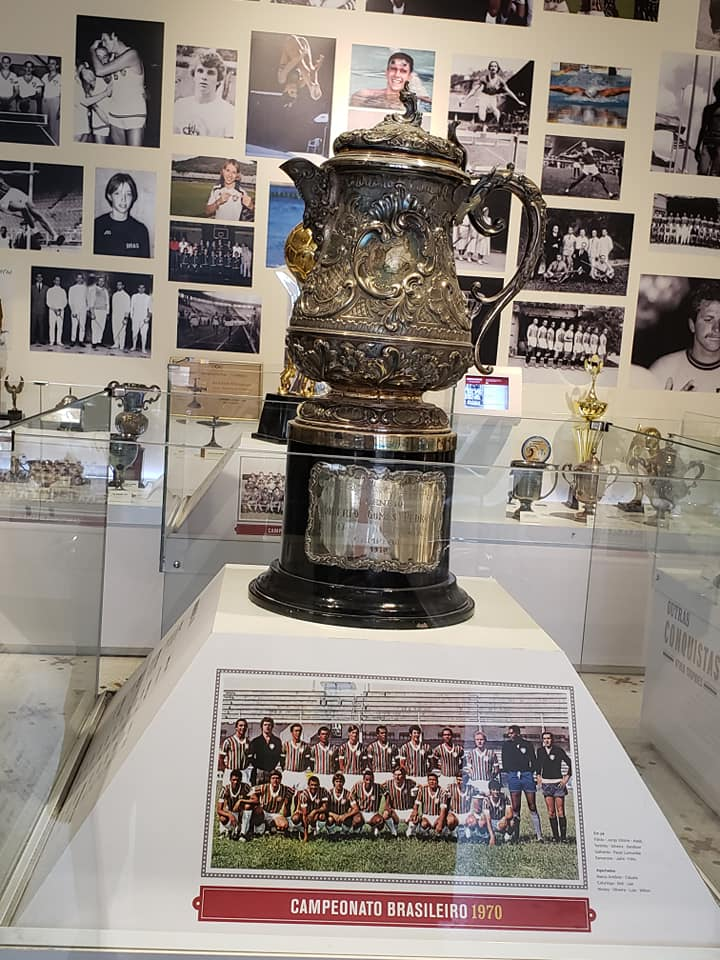
Taça do Campeonato Brasileiro de 1970

Exceto clubes paulistas, o clássico entre Fluminense e Atlético Mineiro é o clássico tricolor interestadual pelo qual foram realizados mais confrontos, com 101 partidas realizadas até o fim da temporada de 2022, já tendo decidido o título nacional em 1970, quando mais de 132.000 torcedores (112.403 pagantes) compareceram ao Estádio do Maracanã. Em Minas Gerais, 102.531 torcedores pagaram ingressos no empate por 0 a 0 em 21 de novembro de 1976. No Campeonato Brasileiro de 2012 os dois times travaram uma disputa acirrada durante a maior parte da competição, tendo como resultado final o Fluminense campeão e o Galo, vice.
Na disputa da Copa dos Campeões de 1937 (FBF), o Fluminense derrotou o Galo por 6 a 0 no Estádio de Laranjeiras e veio a ser derrotado por 4 a 1 no Estádio Presidente Antônio Carlos, tendo o Galo sagrado-se campeão ao final, com o Fluminense tendo terminado esta competição como vice campeão.
Foram disputadas até hoje 5 partidas entre os dois clubes em competições oficiais da Conmebol, 4 válidas pela antiga Copa Conmebol e 1 pela Copa Sul-Americana, com 3 vitórias do Fluminense e 2 do Atlético.

### Fluminense versus Cruzeiro, emoções em campo.

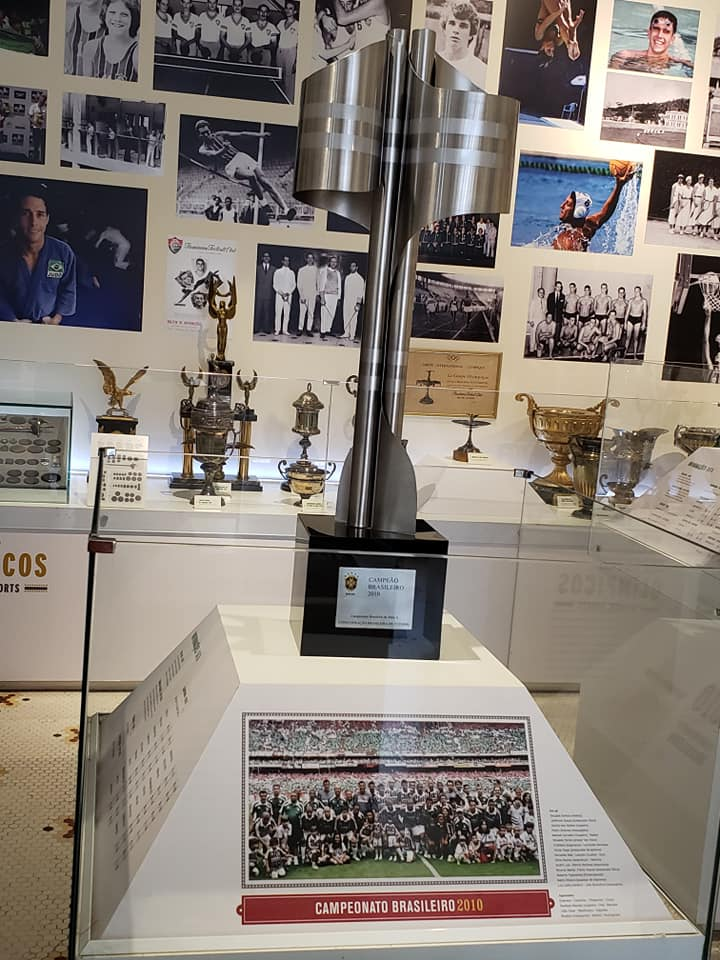
Taça do Campeonato Brasileiro de 2010

A partida mais importante do clássico entre Fluminense e Cruzeiro foi a do quadrangular decisivo do campeonato nacional de 1970. No Campeonato Brasileiro de 2010, o Cruzeiro sagrou-se vice-campeão, quando o Flu conquistou seu terceiro título nacional, o segundo tendo sido em 1984. O Fluminense conquistaria ainda o título nacional em 2012, sucedido pelo Cruzeiro, campeão de 2013 e de 2014.
Este é o confronto contra um dos outros 11 maiores clubes do Brasil  mais tardio do Fluminense, com a primeira partida ocorrendo apenas em 11 de junho de 1941, principalmente considerando que a primeira partida contra os também tradicionais clubes mineiros Tupi (8 de maio de 1921), Villa Nova (24 de junho de 1923), América (8 de setembro de 1929), Atlético (16 de agosto de 1930) e mesmo o refundado Siderúrgica (18 de janeiro de 1934), aconteceram muito antes. O maior público foi em 11 de agosto de 2002, quando 66.828 torcedores compareceram ao Maracanã (59.866 pagantes) para verem a goleada tricolor por 5 a 1 na estreia de Romário, enquanto o maior público no Estádio do Mineirão foi em 19 de novembro de 1975, quando 55.814 torcedores pagantes viram Paulo César Lima decretar a vitória tricolor por 2 a 1, com um gol olímpico no fim da partida.
Em 1952 o Fluminense conquistou o Torneio José de Paula Júnior contra o Cruzeiro, torneio que também teve a participação do América-MG e do Atlético-MG. O Flu eliminou o Cruzeiro na Taça Brasil de 1960 e foi eliminado por ele na Taça Brasil de 1966. Em 2006, o Fluminense eliminou o Cruzeiro nas quartas de final da Copa do Brasil com duas vitórias: 3 a 2 no Mineirão e 1 a 0 no Maracanã, resultado que garantiu o Tricolor nas semifinais da competição, em 2019 o Cruzeiro eliminou o Fluminense nas oitavas de final da Copa do Brasil após empates por 1 a 1, 2 a 2 e decisão por pênaltis na qual o Cruzeiro venceu por 3 a 1, em jogo com arbitragem polêmica, e em 2022 o Fluminense voltar eliminar o Cruzeiro na Copa do Brasil ao vencer as duas partidas, por 2 a 1 no Maracanã e por 3 a 0 no Mineirão.

### Fluminense versus Internacional, batalhas e uma grande polêmica.

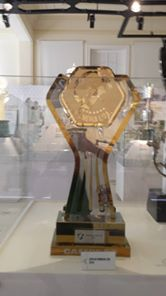
Taça da Primeira Liga de 2016

O clássico contra o Internacional tem um histórico de grandes jogos, seja a semifinal do Campeonato Brasileiro de 1975, quando o Internacional venceu o Fluminense por 2 a 0 no Estádio do Maracanã perante 97.908 espectadores pagantes, fora os não pagantes habituais, seja na escandalosa decisão da Copa do Brasil de 1992, quando o árbitro José Aparecido de Oliveira assinalou um pênalti inexistente no final da partida que deu o título ao Colorado, nas oitavas de finais da Copa Libertadores da América de 2012, quando após um empate por 0 a 0 em Porto Alegre o Fluminense conquistou a vaga após vencer a segunda partida por 2 a 1 ou na semifinal da edição inicial da Primeira Liga, da qual o Fluminense acabaria campeão.
O Inter venceu a primeira partida da história, em 1937, debaixo de uma enorme tempestade em Porto Alegre, por 1 a 0, somente voltando a ganhar do Fluminense em 1967, a partir daí, o Flu só ganharia de novo do Inter em 1978, após 14 jogos. Ao ser derrotado pelo Inter no primeiro turno do Campeonato Brasileiro de 2013, o Fluminense perdeu uma invencibilidade que já durava nove partidas contra o Colorado. Ao ganhar do Internacional em partida válida pelo Campeonato Brasileiro de 2019 por 2 a 1, o Fluminense quebrou uma série de 13 partidas e 6 anos sem vitória sobre  Internacional, iniciada justamente após o fim da série tricolor em 2013. Uma característica desse confronto são as longas séries de invencibilidade dos clubes sobre o outro.
Em entrevistas para o jornais LANCE! (RJ) e posteriormente para o Zero Hora (RS), Pinga confessou que "cavou o pênalti" que decidiu a Copa do Brasil de 1992: Foi eu que sofri aquele pênalti na decisão da Copa do Brasil. Na verdade, eu "cavei". Disse isso na época e reafirmo hoje. O Luciano (ex-jogador do colorado) cobrou uma falta pela direita, eu fui tentar dominar, e a bola escapou de meu domínio. Nesse momento, um jogador do Fluminense me deu um leve toque. Claro que não com força suficiente para cair, mas aproveitei e me joguei.

### Fluminense versus Grêmio, guerreiros em campo.

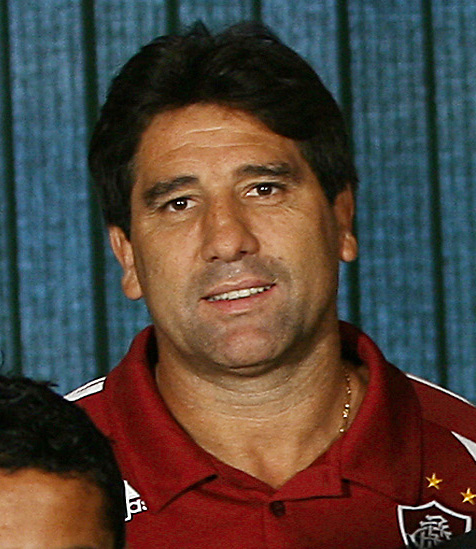
Renato Gaúcho, ídolo em comum

Igualmente acirrado é o clássico entre Fluminense e Grêmio, disputado pela primeira vez no ano de 1937, em Porto Alegre, com vitória do Fluminense por 4 a 0. Na disputa da Zona Sul da Taça Brasil de 1960, o Flu sagrou-se campeão pelo saldo de gols (0 a 1, 4 a 2 e 1 a 1). Nas quartas de finais do Campeonato Brasileiro de 1982, aconteceu o maior público deste confronto, quando 69.112 torcedores pagaram ingressos para assistir a vitória gremista por 2 a 1 no Maracanã, resultado que combinado ao empate por 1 a 1 ocorrido anteriormente no Estádio Olímpico, valeu a classificação gremista para as semifinais. O Fluminense alcançaria o bicampeonato nacional em 1984, com o Grêmio tendo terminado em terceiro. A emocionante vitória tricolor por 5 a 4 no Estádio do Engenhão foi a partida com mais gols deste cotejo, com Fred marcando quatro gols em 16 de novembro de 2011. O placar pouco comum de 5 a 4 se repetiria em 5 de maio de 2019, quando o Fluminense começou perdendo por 3 a 0 em 20 minutos e depois virou o jogo com o gol da vitória saindo nos acréscimos, através do colombiano Yony González, o único a fazer mais de um gol nessa partida, tendo anotado dois, em partida válida pelo Campeonato Brasileiro de 2019 e disputada na Arena do Grêmio.
A vitória gremista no Maracanã por 3 a 2 em partida válida pela Copa do Brasil de 2010, quebrou uma sequência sem vitórias do Grêmio contra o Fluminense na cidade do Rio de Janeiro que se arrastava desde 1997, ao todo, 10 jogos. Já no Campeonato Brasileiro de 2010, o Fluminense conquistaria o tricampeonato brasileiro e o Grêmio terminaria em quarto, assim como na conquista do tetracampeonato brasileiro pelo Flu, o Grêmio ficaria com o terceiro posto.
Na disputa da fase de grupos da Copa Libertadores da América de 2013 o Grêmio venceu o Fluminense no Rio de Janeiro por 3 a 0, havendo empate por 0 a 0 na Arena do Grêmio, quando Rhayner teve um gol legítimo anulado pela arbitragem, que valeu ao Grêmio a passagem para a segunda fase, tendo sido o Flu o primeiro colocado deste grupo.

## Confrontos contra outroscampeões brasileiros e vices com melhor performance

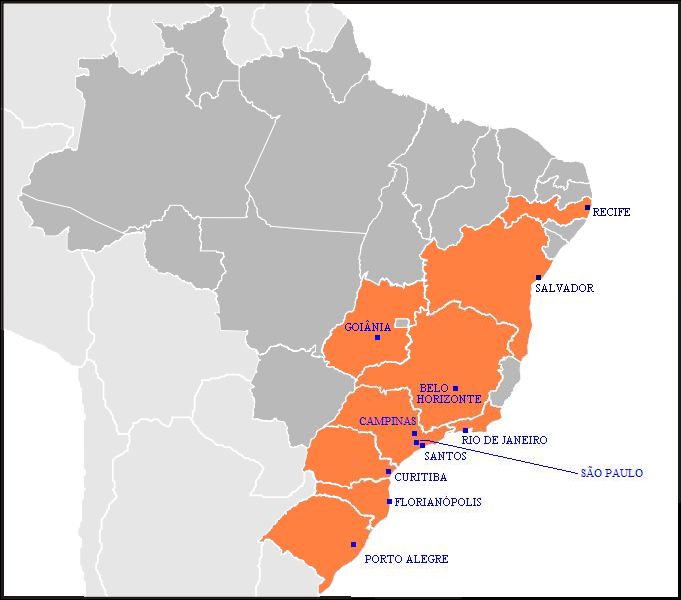
Cidades dos clubes campeões brasileiros, exceto Goiânia e Florianópolis

Além dos Doze grandes do futebol brasileiro, outras agremiações atingiram grande destaque em momentos específicos, notadamente o bicampeão brasileiro, Bahia e o Athletico Paranaense, clube que teve um grande crescimento patrimonial e de rendimento no Século XXI. Considerando o somatório de títulos oficiais de abrangência nacional e internacional de clubes brasileiros de futebol, em setembro de 2019 o Athletico se tornou o mais vitorioso entre os clubes não integrantes do G-12, ocupando então a 12ª posição, única exceção de clube a ter ultrapassado membros dos Doze Grandes nesse quesito.
Já o maior rival athleticano, o Coritiba, foi o primeiro clube do futebol paranaense a conquistar o Campeonato Brasileiro, em 1985, quebrando a hegemonia de clubes de São Paulo, Rio de Janeiro, Rio Grande do Sul e Minas Gerais, que se arrastava desde 1960.
Guarani e Sport completam a lista dos clubes que já se sagraram campeões brasileiros, Vitória, assim como Bahia e Sport, integra a lista dos três clubes que mais se destacam nas estatísticas de performance da Região Nordeste do Brasil, e a Portuguesa historicamente é a quinta força do futebol paulista, embora a crise atual pela qual o clube atravessa.

### Fluminense versus Bahia, recorde de público fora da Região Sudeste.

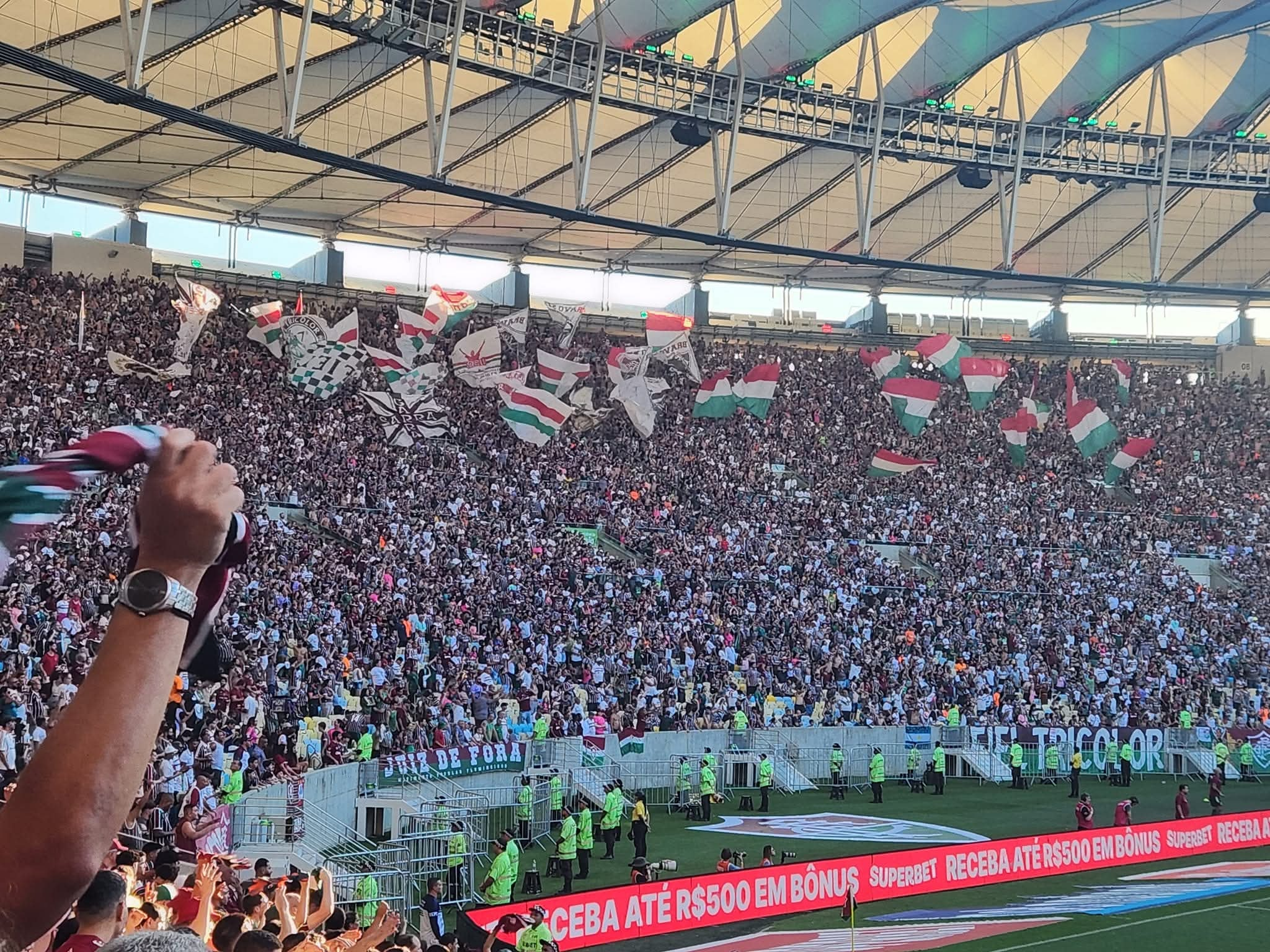
Torcida Tricolor contra o Bahia pelo Campeonato Brasileiro de 2024

No confronto contra o Bahia, o Fluminense leva ampla vantagem, mas uma das derrotas foi pela semifinal do Campeonato Brasileiro de 1988, por 2 a 1, em partida que classificaria o clube baiano para a final e lhe concederia o seu segundo título nacional, perante cerca de 120.000 torcedores na Fonte Nova, sendo 110.438 deles, pagantes, recorde de público brasileiro fora da Região Sudeste do Brasil.
O Bahia é o adversário interestadual com o qual o Fluminense mais disputou partidas fora da Região Sudeste e da dupla Gre-nal, sendo o nono clube de outro estado e incluindo todos os clubes indistintamente o vigésimo primeiro com mais confrontos realizados pelo Flu.
O Esporte Clube Bahia foi formado por 70 pessoas, em sua maioria ex-atletas da Associação Atlética da Bahia e do Clube Bahiano de Tênis. A convite do Bahiano, o Fluminense fez a sua primeira excursão ao Nordeste do Brasil, em 1923, tendo enfrentado na primeira partida a Associação Atlética, com vitória do Fluminense por 3 a 1, conquistando nessa ocasião a Taça Associação Athletica Baiana. Na primeira partida, em 4 de março de 1945, a vitória do Flu na Bahia por 2 a 1 lhe valeu as conquistas das taças Esporte Clube Bahia e Prefeito de Salvador.
Em 1971 o Fluminense conquistou o Torneio José Macedo Aguiar ao vencer em Salvador o Bahia por 1 a 0, competição disputada também contra o Vitória e o Flamengo. Outros jogos importantes foram os disputados no mata-mata pelas oitavas de final da Copa do Brasil de 2007, quando o Fluminense desclassificaria o Bahia e se sagraria campeão ao final dessa competição.

### Fluminense versus Athletico Paranaense, equilíbrio e jogos importantes.

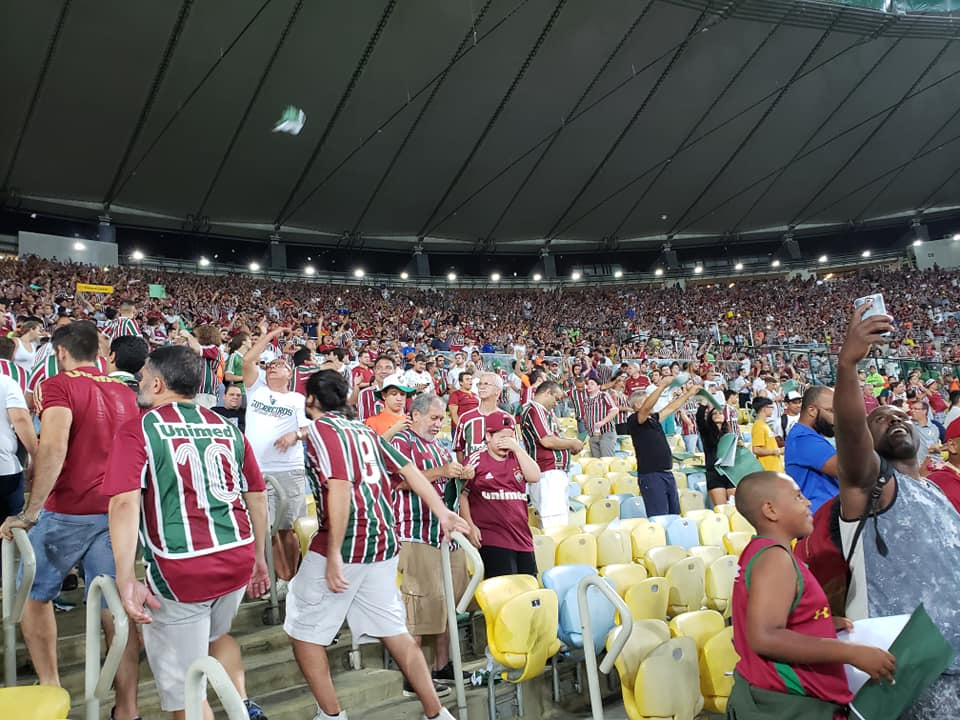
Torcida Tricolor saindo após a semifinal de 2018

O Tricolor mantém retrospectos muito equilibrados contra os dois clubes paranaenses campeões brasileiros, sendo que nos confrontos contra o Athletico Paranaense as partidas mais importantes foram a final da edição inicial da Primeira Liga em 2016, quando o Fluminense sagrou-se campeão ao vencer o Athletico por 1 a 0 em Juiz de Fora, e a semifinal do Campeonato Brasileiro de 2001, disputada na Arena da Baixada, então tomada por 30.458 torcedores e vencida pelo Furação por 3 a 2, na campanha que deu ao Athletico o seu título nacional. Outros confrontos igualmente importantes foram no mata-mata pelas quartas de final Copa do Brasil de 2007, quando o Tricolor desclassificaria o Athletico na Arena da Baixada, vindo a ser campeão posteriormente, e pelas semifinais da Copa Sul-Americana de 2018, quando o Athletico eliminaria o Fluminense no Maracanã.
Em 30 de janeiro de 1935 ocorreu o primeiro confronto, com vitória tricolor por 4 a 0 em Curitiba. A dupla ofensiva Assis e Washington, apelidada de Casal 20, famoso seriado de TV em sua época vitoriosa, veio do Athletico para o Fluminense em 1983, sendo ídolos em comum dos dois clubes.
A vitória tricolor por 2 a 1 pelo Campeonato Brasileiro de 2009 registrou o recorde de público deste confronto, com 55.030 torcedores presentes ao Maracanã. Além desse, outros dois jogos registraram públicos acima de 40.000 no Rio de Janeiro: 43.691 torcedores em 15 de novembro de 2016 e 40.005 torcedores em 31 de julho de 2010.
Mesmo nas categorias de base os dois clubes costumam disputar jogos intensos, com o Fluminense sagrando-se campeão do Campeonato Brasileiro Sub-17 de 2020 na Arena da Baixada ao vencer o Athletico por 2 a 1, com pancadaria no fim do jogo provocada pelos adversários, repetindo o resultado anterior da partida disputada no Estádio Luso-Brasileiro.

### Fluminense versus Coritiba, festa em 1984 e tensão em 2009.

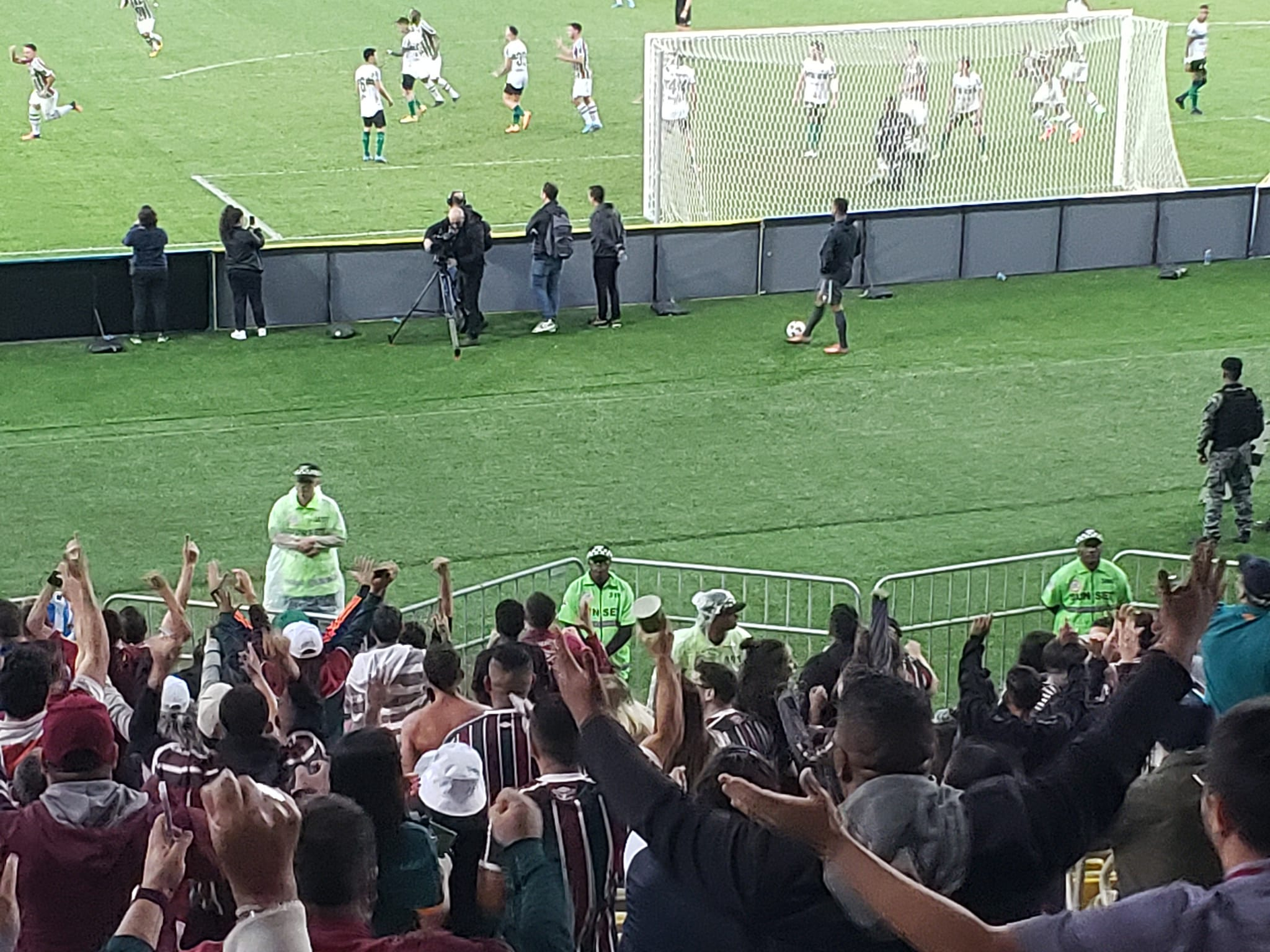
Momento de gol do Fluminense em 2022.

Contra o Coritiba, as quartas de finais do Campeonato Brasileiro de 1984 marcaram o encontro do time que seria campeão daquele ano, o Fluminense, com o campeão brasileiro do ano seguinte, o Coritiba, com o Tricolor se classificando para as semifinais com uma vitória por 5 a 0 no Maracanã tomado por 60.385 pagantes, fora os torcedores que tinham direito às gratuidades.
Na primeira partida entre os dois clubes, 11 gols, vitória do Flu por 8 a 3 no Estádio Durival Britto e Silva em 1949. Coritiba e Fluminense fizeram a decisão do Torneio Mauricio Fruet em 1985, disputado em Curitiba, após eliminarem Atlético Paranaense e Colorado respectivamente, tendo o Coritiba vencido por 1 a 0. Duílio Dias Júnior, zagueiro do Fluminense na vitoriosa campanha de 1984, cria do Coritiba, é filho do maior goleador do Coxa, o ídolo Duílio Dias, com 202 gols marcados em sua carreira.
Em 2009 Fluminense e Coritiba decidiram no Estádio Couto Pereira com 32.631 torcedores presentes uma vaga na primeira divisão, com o Flu mantendo-se e rebaixando o Coxa com o empate de 1 a 1, tendo havido atos de violência por parte da torcida local após o encerramento da partida, dentro do estádio e pelas ruas de Curitiba. Pelo Campeonato Brasileiro de 2015, 28.041 presentes para Fluminense 2 a 0 Coritiba (23.004 pagantes), fora os muitos milhares que voltaram para casa por falta de estacionamento (entre outras coisas porque o estacionamento da UERJ estava fechado) ou sem ingresso pelas filas imensas, por falha na organização do evento.

### Fluminense versus Sport, duelos importantes na Copa do Brasil.
Contra o Sport, um gigante da Região Nordeste, a vantagem tricolor é menor e os duelos mais equilibrados.
O primeiro campo do Sport foi na Avenida Malaquias, tendo o rubro negro comprado uma arquibancada de ferro do Fluminense em 1918, com capacidade para 2.000 pessoas. Apesar dessa relação bastante antiga, o primeiro confronto só aconteceria em 16 de julho de 1947, com vitória tricolor por 2 a 1 na Ilha do Retiro.
46.115 torcedores pagaram ingressos para acompanhar a vitória tricolor no Maracanã por 3 a 0 pelo Campeonato Brasileiro de 1975, maior público do confronto, embora o público presente seja desconhecido nos dias atuais. Em Recife o maior público foi de 32.937 torcedores (32.408 pagantes) no empate por 1 a 1 válido pelo Campeonato Brasileiro de 2012, no qual o Fluminense conquistou o tetracampeonato brasileiro.
O Fluminense desclassificou o Sport nas semifinais da Copa do Brasil de 1992, quando chegaria ao vice campeonato, e seria desclassificado pelo Sport nas oitavas de finais da Copa do Brasil de 2003, quando o Sport chegaria até as semifinais, nas partidas mais importantes desse confronto.

### Fluminense versus Guarani, festa pelo título brasileiro de 2010.
Contra a tradicional agremiação campineira, o Guarani, campeão brasileiro de 1978, o Fluminense tem vantagem nas estatísticas, confronto que teve como jogo mais importante a partida que definiu o título do Campeonato Brasileiro de 2010 em favor do Tricolor, perante 40.995 torcedores no Estádio do Engenhão.
Na primeira partida contra o Fluminense, em 29 de outubro de 1939, estrearia Zuza, maior artilheiro da História do Guarani, com 221 gols, tendo feito um tento na vitória bugrina por 3 a 2. Jaime Silva, presidente histórico do Guarani era torcedor do Flu, tendo inclusive levado Telê Santana para o Bugre por conta de sua idolatria pelo então jogador, tendo sido o principal responsável pela construção do Estádio Brinco de Ouro da Princesa e do Parque Polidesportivo do Guarani, sendo considerado um dos maiores presidentes da História do Bugre. Palmeiras e Fluminense foram os convidados de honra do Guarani para as partidas de inauguração do Brinco de Ouro, mas como choveu muito no dia da partida contra o clube paulistano, 31 de maio de 1953, a maioria das solenidades de inauguração foram transferidas para o confronto contra o Fluminense, disputado em 4 de junho, com vitória tricolor por 1 a 0, gol de Marinho.
Em 26 de novembro de 1975 o Estádio Brinco de Ouro da Princesa recebeu 34.513 espectadores em partida contra o Fluminense pelo Campeonato Brasileiro daquele ano, recorde deste estádio antes da construção de seu tobogã, vitória tricolor por 2 a 1.
Na segunda fase do Campeonato Brasileiro de 1986 os dois clubes integraram o grupo J, com outros sete clubes, com o Guarani tendo se classificado em primeiro lugar no grupo e o Fluminense em segundo, habilitados para a fase de mata-mata. Ao final dessa competição o Guarani foi o vice-campeão e o Fluminense terminou em sexto.

### Fluminense versus Vitória, vice-campeão brasileiro de 1993.
Embora nunca tenha conquistado o título brasileiro, o Vitória passou perto em 1993, quando chegou ao vice campeonato, assim como em 1999, quando chegou em terceiro, sendo o clube da Região Nordeste com mais pontos conquistados na História do Campeonato Brasileiro entre 1971 e 2017, com mais pontos conquistados na Copa do Brasil e o maior campeão da Copa do Nordeste, com 5 conquistas. A primeira partida ocorreu em 5 de abril de 1923, empate por 1 a 1 no Campo da Graça, em Salvador.

Em 19 de fevereiro de 1975, 33.948 torcedores pagantes proporcionaram o maior público desse confronto em Salvador, na vitória tricolor em partida amistosa por 2 a 0, e em 13 de junho de 1976 Fluminense e Vitória formaram um combinado contra outro formado por jogadores estrangeiros, com o combinado que representou os dois clubes vencendo os estrangeiros por 3 a 1 no Estádio da Fonte Nova. Já a partida pelo Campeonato Brasileiro deste ano, disputada no Maracanã, terminou com triunfo do Vitória por 1 a 0, no primeiro confronto por competição oficial entre os dois clubes. 55.083 torcedores presenciaram a vitória do Flu por 4 a 0 em 29 de novembro de 2009, no maior público do Fluminense contra um clube nordestino no Estádio do Maracanã, e 50.687 espectadores presenciaram o triunfo do Vitória por 2 a 1 nesse mesmo estádio, em partida válida pelo Campeonato Brasileiro de 2014.
O Fluminense sagrou-se o primeiro campeão do Campeonato Brasileiro de Futebol Sub 20 organizado pela CBF, ao vencer o Vitória por 3 a 0 no Estádio do Barradão no dia 2 de setembro de 2015.

### Fluminense versus Portuguesa, vice-campeã brasileira de 1996.
Completa o grupo dos vinte clubes mais bem colocados no Ranking de Pontos conquistados no Campeonato Brasileiro até 2020, todos relacionados neste artigo, a Portuguesa, vice-campeã brasileira de 1996, que também ostenta as conquistas do Torneio Rio-São Paulo em 1952 e em 1955. Nesta competição, o Fluminense sagrou-se campeão de 1957 justamente na partida disputada contra a Portuguesa de Desportos no Estádio do Pacaembu, pela penúltima rodada, quando venceu a oponente por 3 a 1 . Ainda pelo Torneio Rio-São Paulo, em sua edição de 1950, vitória da Lusa por 6 a 5 no Pacaembu, na partida com maior número de gols, 24.177 torcedores presentes no maior público desse confronto em São Paulo na vitória lusa por 3 a 1 em 1955, e na edição de 1961, vitória tricolor por 7 a 0 no Estádio de Laranjeiras, com quatro gols de Waldo, na maior goleada deste confronto e Pinheiro ainda tendo perdido um pênalti.
Contra a Portuguesa o Fluminense tem confortável vantagem nas estatísticas, com a primeira partida tendo sido jogada em 23 de fevereiro de 1930, na vitória da Lusa por 3 a 1 no Estádio da Ponte Grande. Na partida com maior público, vitória tricolor por 3 a 1 no Estádio do Maracanã perante 42.023 torcedores presentes, em partida válida pelo Campeonato Brasileiro de 2008.
No Torneio dos Campeões de 1982, a Lusa eliminou o Fluminense nas quartas de final, assim como na Copa do Brasil de 2010 o Tricolor eliminou a Portuguesa nas oitavas de final. A Portuguesa conquistou em São Paulo o Torneio Vicente Matheus de 1990, competição amistosa da qual fizeram parte também, além do Fluminense, o Corinthians e o Palmeiras, vindo a vencer o Tricolor por 1 a 0 na semifinal.

## Confrontos contra o destaque daRegião Centro Oeste

### Fluminense versus Goiás, e um Primeiro de Maio festivo.

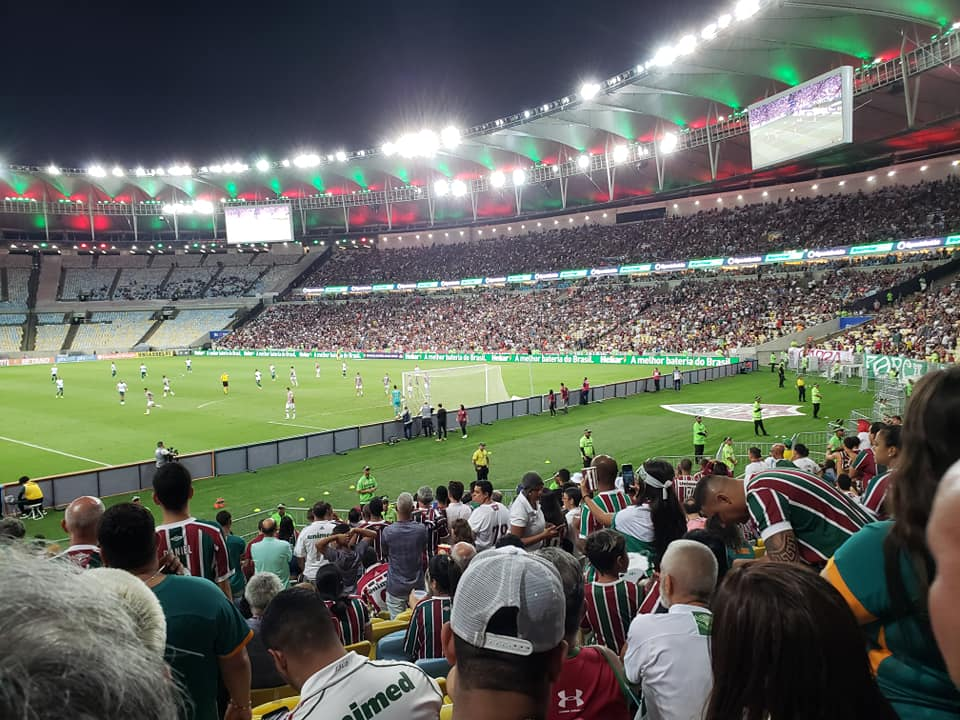
Fluminense 3 a 0 Goiás em 9 de novembro de 2022.

Contra o Goiás, agremiação do Centro Oeste com mais participações no Campeonato Brasileiro, 41 em 2020, e aquela com mais destaque, com a sua melhor classificação tendo sido o terceiro lugar em 2005, o Fluminense tem boa vantagem, com o empate em 1º de maio de 1975 tendo levado 53.600 pagantes ao Serra Dourada, e a vitória por 2 a 1 em 1976 tenha valido ao Flu a conquista do Troféu Irapuam Costa Jr, em confrontos que se realizam desde 12 de fevereiro de 1965, com vitória do Fluminense por 4 a 1 no Estádio Pedro Ludovico. 40.075 torcedores compareceram ao Maracanã em 3 de agosto de 2014, na vitória tricolor por 2 a 0 pelo Campeonato Brasileiro, o maior público desse  confronto no Rio de Janeiro, com a vitória do Goiás por 5 a 3 em partida válida pelo Campeonato Brasileiro de 2007 tendo sido a partida com mais gols desse confronto.
Na disputa do Torneio Interestadual de Goiânia de 1978 o Goiás acabou campeão com o abandono de Fluminense, único clube que poderia lhe tirar o título, pois o Flu não disputou dois jogos, um deles justamente contra o Goiás.
Pela Copa do Brasil, o Fluminense eliminou o Goiás em 2009 e 2017,  tendo sido eliminado por ele em 2013. Na Copa Sul-Americana de 2014 o Flu ganhou o Goiás por 2 a 1 com o mando de campo e perdeu por 1 a 0 com o mando do clube goiano, sendo eliminado pela regra do gol fora de casa valer mais para efeito de critério de desempate.

## Confrontos contra o destaque daRegião Norte

### Fluminense versus Paysandu, grande público em 1998 e hostilidade em 2015.

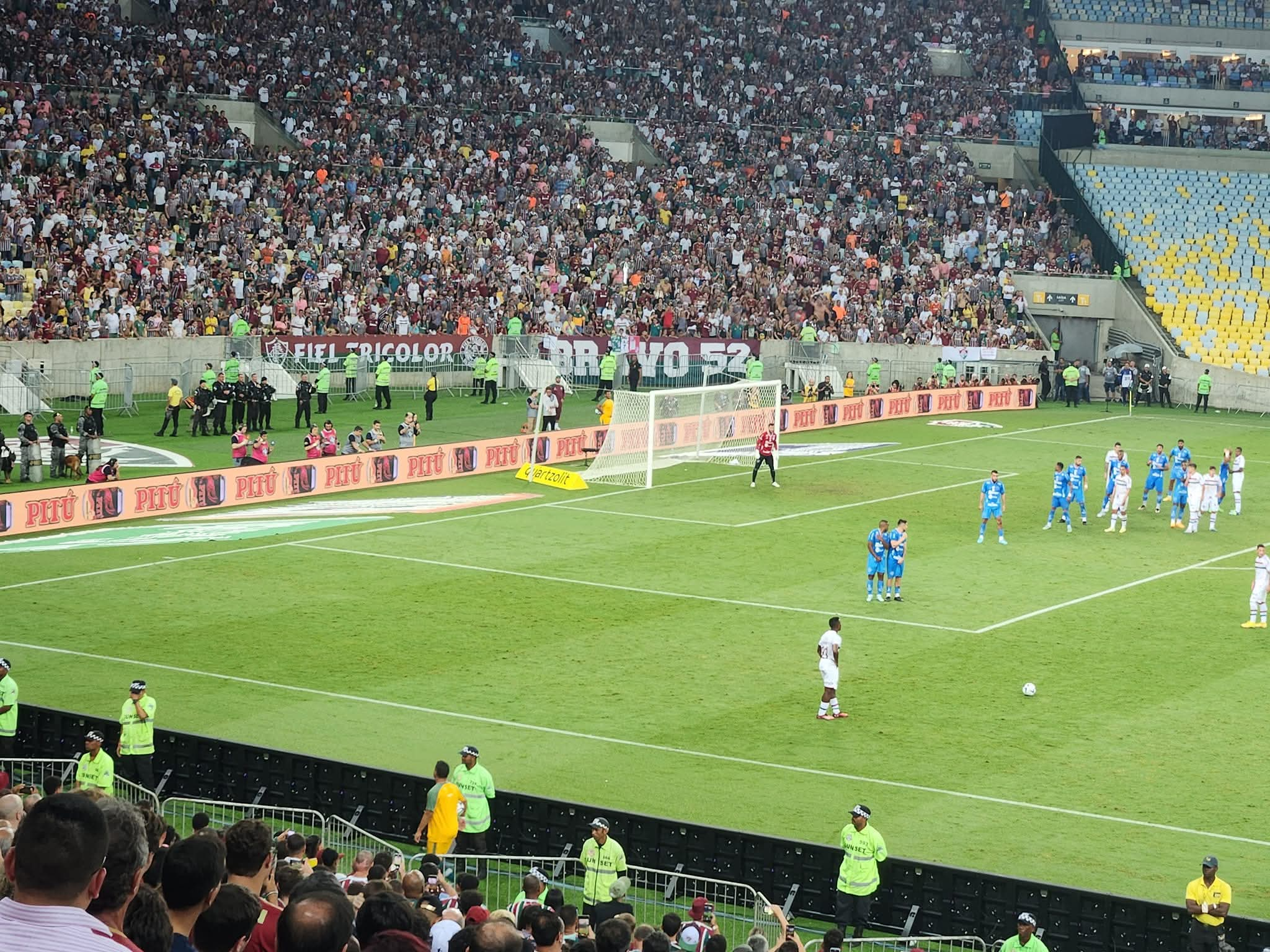
Fluminense 3 a 0 Paysandu pela Copa do Brasil de 2023 no Maracanã

Contra o Paysandu, clube da Região Norte que mais participou do Campeonato Brasileiro, com 27 participações até 2020, campeão da Copa dos Campeões de 2002, o Fluminense tem ampla vantagem com poucas derrotas, e a primeira partida tendo acontecido em 1946, vitória do Flu por 2 a 1. O goleiro Castilho, recordista em partidas como jogador pelo Fluminense, terminou a sua vitoriosa carreira no Paysandu, clube de onde veio Aldo, lateral direito que seria campeão brasileiro e tricampeão carioca entre 1983 e 1985.
O Fluminense foi campeão do Torneio Quadrangular Pará-Guanabara em 1966, disputado em Belém, jogando contra o Paysandu, Clube do Remo e Botafogo-RJ. A vitória do Paysandu por 2 a 0 em 20 de setembro de 1998 levou 60.000 torcedores ao Estádio Mangueirão, no maior público do confronto.
Em sua campanha vitoriosa na conquista da Copa dos Campeões de 2002, o Paysandu empatou em 0 a 0 com o Fluminense, ainda na primeira fase da competição. Tendo o Flu eliminado o Paysandu na Copa do Brasil de 2002, treze anos depois encontrou um ambiente bastante hostil na partida que terminou com a vitória tricolor por 2 a 1 em Belém, perante 33.911 torcedores, que lhe valeu a classificação para as semifinais da Copa do Brasil de 2015, com novo encontro na Copa do Brasil de 2023 e nova classificação tricolor.

## Clássicos internacionais

### FluminenseversusBoca Juniors, decisões em quarta, semi e final de Libertadores

Cartaz promocional da final da Copa Libertadores da América de 2023.

Fluminense e Boca Juniors se confrontam desde 1956, mas as seguidas disputas pela Copa Libertadores da América entre 2008 e 2012 criaram um sentimento de rivalidade e jogos muito disputados quando estas equipes se confrontam.
Na Copa Libertadores da América de 2008 o Fluminense desclassificou o Boca nas semifinais em um jogo eletrizante disputado no Estádio do Maracanã, quando venceu por 3 a 1 perante 84.632 torcedores no maior público desse confronto.
Na primeira fase da Libertadores 2012 o Fluminense quebrou uma invencibilidade de 36 jogos do clube portenho em seu estádio perante 47.769 espectadores, entre eles cerca de 4.000 tricolores, com o Boca, quebrando uma invencibilidade de 29 jogos e cerca de 27 anos do Flu com o mando de campo em competições da Conmebol na partida de volta. Após se encontrarem de novo nas oitavas de final, o Boca ganhou a primeira partida com uma arbitragem contestada até pela imprensa argentina, empatando no último minuto na partida do Rio de Janeiro, desclassificando o Fluminense.

### Fluminense versus LDU, três finais da Conmebol no cartel.

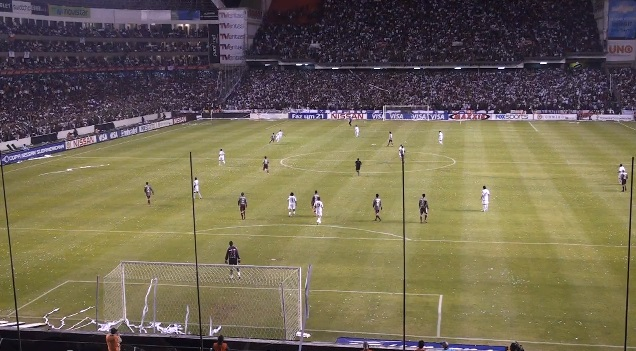
Partida de 2009 em Quito

Fluminense e LDU Quito se confrontaram pela primeira vez em 2008, mas depois disso, seguidos encontros pela Copa Libertadores e Copa Sul-Americana entre 2008 e 2017 criaram tradição e rivalidade por conta de jogos extremamente disputados, entre eles os acontecidos em duas finais de competições da Conmebol, na Copa Libertadores da América de 2008 e na Copa Sul-Americana de 2009, conquistadas pelo clube equatoriano.
Se enfrentariam novamente pelas oitavas de final da Copa Sul-Americana de 2017, quando quase 46.000 tricolores compareceram ao primeiro jogo, com o Tricolor vindo a eliminar posteriormente a LDU em seu estádio.
Fluminense e LDU disputaram 8 partidas em apenas 2 estádios diferentes (Maracanã e Casablanca), com público total de 329.044 espectadores no somatório dos jogos (média de 41.130 torcedores por partida).

### Fluminense versus Cerro Porteño e uma semifinal intensa.

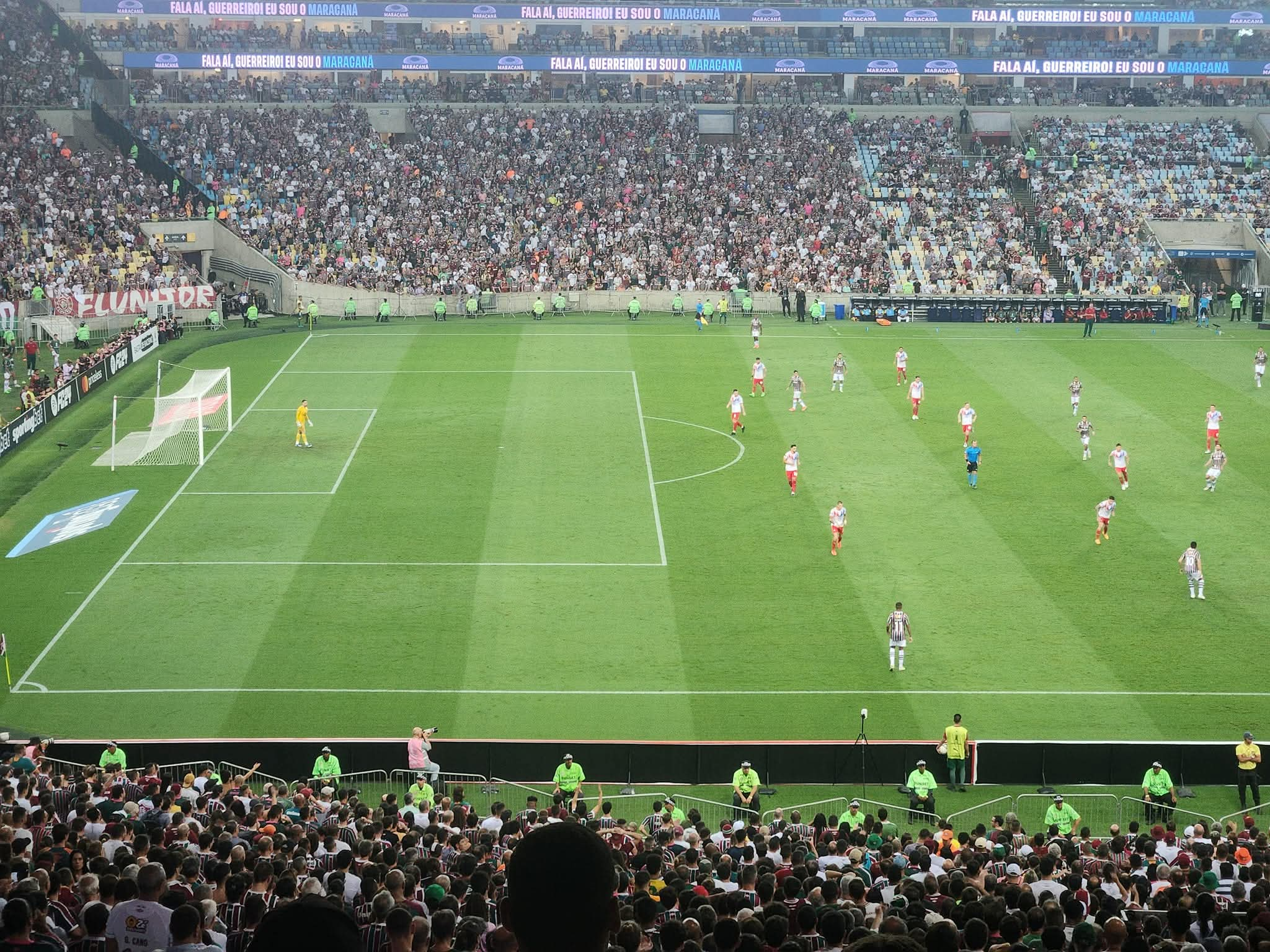
Fluminense versus Cerro Porteño (PAR) pela Copa Libertadores da América de 2024.

Com os clubes confrontando-se desde 1964, as semifinais da Copa Sul-Americana de 2009 alteraram o perfil amistoso desse confronto, com vitória tricolor por 1 a 0 na primeira partida, tendo havido apedrejamento de torcedores do Cerro aos jogadores do Fluminense ao final do jogo.
No jogo de volta, no Maracanã, houve outros momentos de tensão, quando o Cerro vencia por 1 a 0, quando aos 47 minutos do segundo tempo, Gum, ferido na cabeça, empatou o jogo. Em seguida, Alan fez o gol da vitória e da classificação. Com a eliminação, a comissão técnica e o elenco do Cerro iniciaram uma pancadaria que envolveu as duas equipes que só foi paralisada após as forças de segurança intervirem.